# 澳門新福利公共汽車

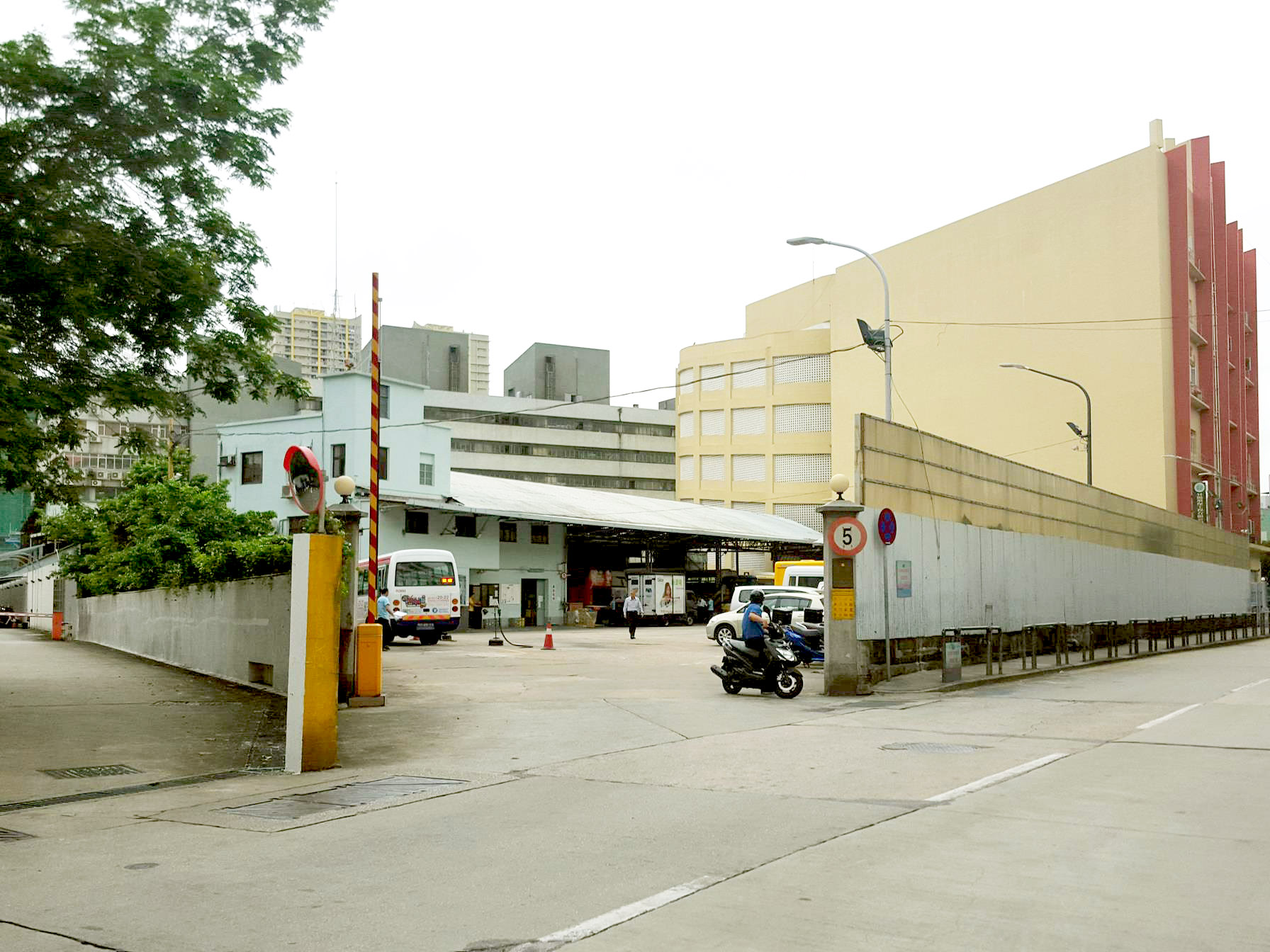
新福利青洲車廠

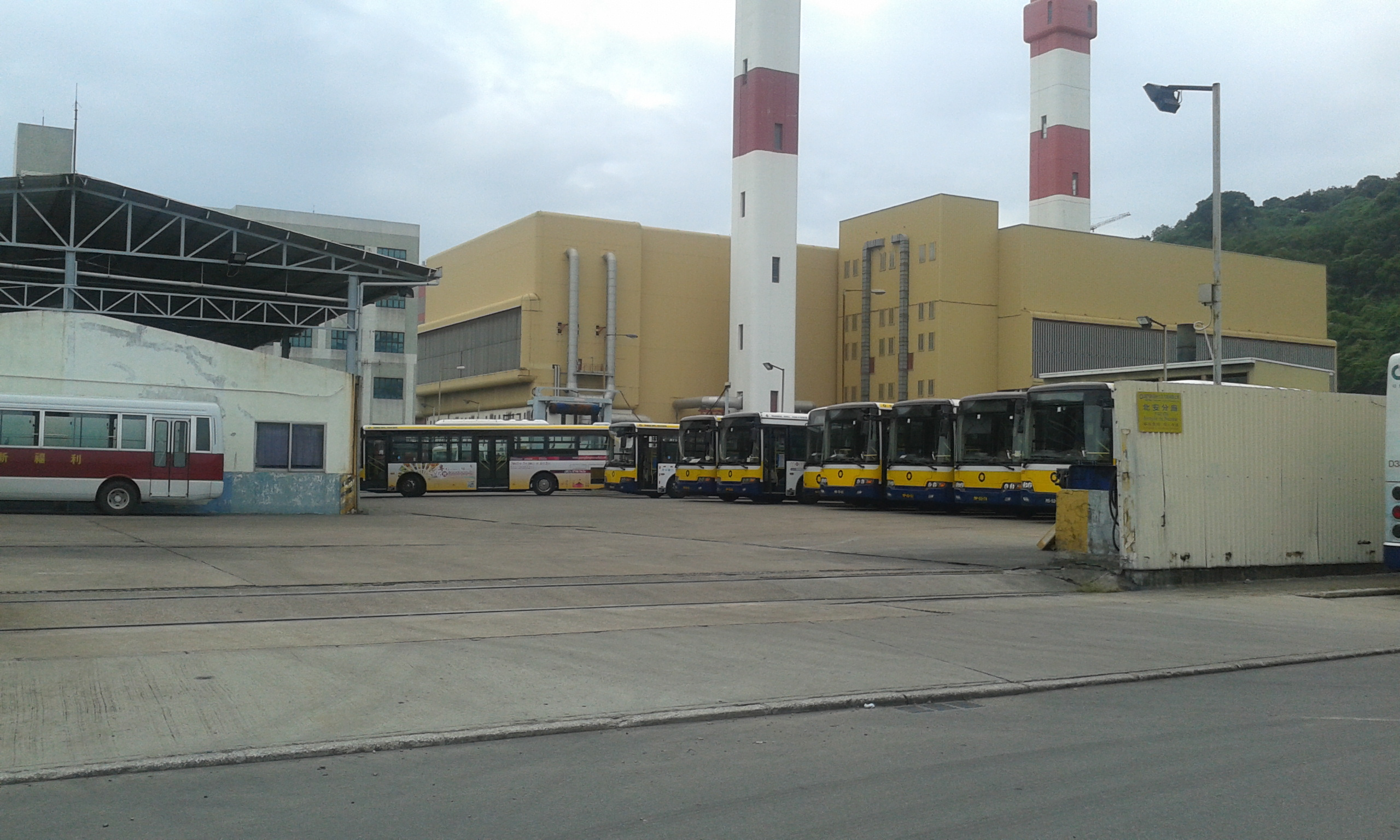
新福利北安車廠

澳門新福利公共汽車有限公司（葡萄牙語：Transmac - Transportes Urbanos de Macau, SARL，簡稱：澳門新福利、新福利、Transmac），澳門商業登記編號 3053（SO），是澳門特別行政區專營巴士公司，曾是澳門擁有巴士總數較多及規模較大的巴士公司，但自2011年8月1日起澳門巴士專營權變動，新福利只獲得兩個標段，營運路線大量減少，巴士數量也沒有後來合併後的澳巴更加多，因此成為澳門規模最小的巴士公司。

## 公司簡介
澳門新福利公共汽車有限公司前身是澳門福利公共汽車股份有限公司，於1952年創立，1988年6月重組為「澳門新福利公共汽車有限公司」服務至今。新福利創辦董事長之一是澳門特別行政區首任行政長官何厚鏵；現任董事長是廖僖芸，副董事長是董事長太太羅雪兒，董事總經理是毛謙，董事是董事長的兒子廖卓然及廖卓明。
新福利公司總部設於圓台街海洋工業大廈，另設：
- 青洲車廠（車務部、客戶服務部辦公室所在地，已被政府宣告批地失效，但仍然繼續使用中）
- 北安車廠（已被政府宣告批地失效，但仍然繼續使用中）
- 旅遊塔停車場
- 新城B區停車場（俗稱美高梅車場或MGM車場）
- 媽閣街新福利駕駛學校報名處（已關閉）
- 台山巴波沙大馬路嘉翠麗大廈辦公室（租車部辦公室）（已關閉）

新福利獲通過ISO 9001、2000國際品質管理標准認證的巴士公司。在2008年ISO年審中，該公司連續五年獲得「零不符合項」的佳績。另外，新福利亦是澳門首間及唯一一間康明斯特約維修代理的公司

## 歷史

### 福利時期（1952年-1988年）
新福利前身為澳門福利公共汽車股份有限公司（下稱福利），創立於1952年，曾經擁有澳門規模最龐大的車隊。
1988年6月，福利因經營不善虧損約800萬，何厚鏵、廖澤雲、崔世昌、崔世安、張偉基等人合作推動業務重組，改組福利成「澳門新福利公共汽車有限公司」接替福利旗下業務並一直服務至今。

### 新福利成立時期（1988年-2008年）
1988年
- 7月18日

澳門新福利公共汽車有限公司正式註冊成立，取代有36年歷史的福利。同年，新福利決定淘汰由福利留下，主要是1950年代出廠的英國二手雙層巴士，理由是過於殘舊，無法維修、沒有冷氣及操作困難。同時因客流量較低而未有再引進雙層巴士。
- 10月7日

新福利免費接載選民投票。
- 10月15日

新福利與澳門政府簽定10年專營合同，經營澳門陸上公共運輸服務，1998年自動續約十年至2008年10月15日終止。成立後公司以「新福利服務，創新求進步」作為企業目標，「以人為本、以客為尊」作為服務宗旨。同年該公司組建全空調車隊，並在及後直至1996年期間，分批購入共216輛日本製造標準版三菱Rosa小巴，成為新福利車隊中數量最多的巴士型號。
1989年
新福利向夏巴代理的日本三菱扶桑車廠車廠引入30輛配以香港捷聯車身工程設計車身的BK125L型空調大巴，取代福利車隊二手布里斯托L5G、LS5G以及1975年利蘭亞比安型非空調巴士。
- 1月8日

新福利巴士宣佈取消沽票員，全新五十部新三菱ROSA小巴投入服務。
- 1月22日

新福利取消巴士沽票服務，改為一人操作，由有人售票的營運模式改變為乘客自動投幣的無人售票營運模式。
- 7月31日

因的士司機因不滿意電召的士能在外港客運碼頭候客及在街上自由接客的規定，原定的士發起的慢駛遊行被交通科阻止後，在大批香港旅客抵澳時進行全體的士罷駛行動，何厚鏵用「大哥大」調度了新福利的多輛小巴通宵營運，將所有旅客疏散至市區各處，迅速平息了該場風波。當時，新福利與澳巴均派出所有巴士出廠，由於的士罷工行動延續至翌日，除加開班次，當晚5、7路線局部延長行車時間，3、3A、28C路線通宵行駛。
- 9月18日

新福利開辦28A、28B及28C路線，此類路線初期運作模式是「揚手即停」。
1990年
- 8月15日

筷子基總站啟用，4、16路線遷至筷子基總站，另外開通33路線，2、4路線由原來的非空調巴士改為全空調巴士服務，所有利蘭亞比安型非空調巴士退役，五十鈴非空調大巴、日產非空調小巴進行增加空調工程。
1991年
新福利推出「澳門通月票」，可在全澳新福利巴士通用。同年，新福利開始要求日本三菱扶桑車廠為其研發雙門版本Rosa小巴，以配合澳門獨特的經營環境。同年，新福利進入全面空調化車隊時代。
- 7月16日

新福利及電召的士義載一天，其中新福利巴士汽車義載一天籌得善款23萬5千多元。
1993年
由於乘搭33路線需要多付一程車資，惹來不少乘客批評，後來新福利做出處理。
1994年
- 4月26日

新福利決定往後所有新購巴士皆為自動波，從而減輕司機勞動力，加強行車安全。惟及後於2003年引入一批非自動波三菱Rosa小巴（車號：R242-R261）
- 12月15日

新福利巴士試用智能儲值卡，乘客輕觸屏幕即減去車資。
1995年
- 11月

新福利投資1300萬澳門元，購入10輛英國製造中型丹尼士飛鏢巴士，是該公司首次全新引進英國巴士，同時亦是澳門首款後置引擎巴士。同年起，所有新購巴士均配備「歐盟2型」引擎。
1996年
- 10月23日

為加強票務服務，新福利試行巴士自動收費系統，於3路線線率先試行聰明卡。成了亞洲地區首個使用這種新科技的城市。由於聰明咭測試於3路線效果理想，於是在翌年全面安裝，投入巨資並率先在1998年起，全線巴士上推出電子收費系統。
1997年
新福利投資1500萬澳門元，購入10輛德國製造猛獅13.230型低地台冷氣巴士，配上全氣墊避震系統，採用西班牙HISPANO車身，為當年澳門最先進的巴士。
1998年
新福利投資3000萬澳門元，購入30輛德國製造，配英國PLAXTON雙門車身的「平治」O814型小巴。
1999年
新福利獲澳門消費者委員會評為最受市民歡迎的公用事業單位之一。同年，新福利投資1500萬澳門元，引進日本「三菱扶桑」車廠特別為澳門營運環境設計的雙門Rosa小巴。該小巴是三菱扶桑車廠應新福利1991年的研發要求，製造的新一代，擁有兩對車門的Rosa小巴，該小巴長度為7.7米，首輛車號為R217，此亦為新福利最後一款新購的非國產小巴，且在2016年前，一直是雙門Rosa小巴唯一買家。
- 3月20日

新福利正式推出命名為「澳門通」的自動收費系統，採用由時任董事長關聯公司「康澤科技」經多年不斷研究而自行生產的「無接觸式IC卡自動收費系統」。
- 12月20日

因原董事會主席何厚鏵出任澳門行政長官一職而不能繼續擔任董事會主席，改由廖澤雲擔任。
2001年
澳門生產力暨科技轉移中心及澳門旅遊學院將新福利評定為澳門公共交通業中最受市民滿意的服務行業單位。
2002年
- 3月

澳門通IC智慧卡進行全面換卡，推出第二代新福利澳門通IC卡，為將來推出「轉乘服務」及「IC卡月票」作好前期準備工作。
- 8月3日

新福利推出「澳門通IC卡月票」，以取代巴士證月票，加強防偽，同時有效地統計行車及掌握客況資料。而傳統「巴士證月票」則於2002年10月1日起全面停用。
- 11月

新福利計劃購買2部MAN 24.130兩軸雙層巴士，並於翌年用作行駛3線，期後取消計劃引進雙層巴士。
2003年
- 11月22日

為改變乘客點到點的乘車模式、減少重疊路線的運作和車輛投放，以及減輕道路交通負荷，新福利利用了IC卡的技術，推出首期轉乘優惠服務。成為澳門首間推出轉乘服務的巴士公司。
2004年
新福利成為全澳首家採用「歐盟3型」環保引擎巴士的公司，同年引進全新20輛英國製丹尼士飛鏢SLF單層中型超低地台冷氣巴士，此批巴士車長10米，車隊編號為D11-D30。此批巴士是澳門首批車尾不設車窗的巴士（以方便騰出空間於車尾張貼廣告），而此後新福利新購置的大型及中型巴士車尾均以此為標準，並漸漸獲其他巴士公司採用。

為了完善公司內部管理，優化工作流程，新福利從2004年開始在公司內建立ISO 9001：2000國際品質管理體系，成為澳門首間通過國際標準認證的巴士公司。
2005年
鑒於年前購入的「丹尼士飛鏢SLF」超低地台巴士表現良好，2005年再度引入20輛「丹尼士飛鏢SLF」冷氣巴士，次批「飛鏢」車長11米，車隊編號為D31-D50。11米「飛鏢」曾為澳門最長和載客量最多的巴士，故有「超長大巴」之稱。直至2007年被澳巴引入的「五洲龍」12米大巴打破。
- 4月

首次購入5輛中國製「廈門金龍」中巴，是新福利首次引進的中國廠牌車款。至2009年為止，新福利共引入125輛車長9.3至12米的「金龍」巴士。
- 7月

新福利的行政部、人力資源部、業務推廣部成功考取ISO認證。

2005年至2007年的4天賽車期間，乘客可免費乘坐新福利及澳巴所有路線。
2006年
- 8月

澳門通股份有限公司成立，承接新福利IC卡系統。
- 9月

新福利成功通過ISO年審，同時車務部首次納入ISO認證範圍，使澳門新福利成為澳門首間且唯一一間考獲ISO優質管理認證的公司。
2008年
- 5月1日

新福利發行的「澳門通IC卡」停止發行（除家屬證、員工證及新福利IC卡月票）。
- 5月13日

新福利提出引入18米長大巴士構想，主要用作行走於路氹金光大道一帶，政府採取支持態度，並且與巴士公司探討如何引進大巴士以及行走路線等問題。
- 6月21日

新福利發行的所有「澳門通IC卡」停止充值，之前發行的則可繼續使用，直至到期或餘額用盡為止（除家屬證、員工證、新福利IC卡月票等繼續使用，但只能乘搭澳門新福利巴士）。

### 《臨時合同》期（2008年-2011年）
2008年
- 10月8日

澳門兩家巴士公司因專營合約到期，由運輸工務司司長劉仕堯與新福利及澳巴簽定“道路集體客運公共服務批給合同”過渡安排協議。合約由2008年10月15日起生效，有效期2年。
- 12月1日

澳門巴士調整車費，由2.2至5.0澳門元分別增至2.8至6.4澳門元，但使用澳門通卡可享受政府提供之公交車資優惠計劃。
- 12月7日

新福利配合交通事務局第一階段巴士路線調整，對旗下的1、1A、26、26A及34線進行相應調整。
2009年
- 1月

購入一輛日產NISSAN URVAN 3.0HPU LUXURY VERSION M/T 7人工程車。1月6日，新福利響應環保，支持節能，參與由能源業發展辦公室舉辦的澳門節能周2009活動。
- 4月26日

新福利配合交通事務局第二階段巴士路線調整，新增2A、3X、5X及7A線，另外3A、H1線則進行路線調整。
- 10月16日

新福利配合交通事務局第三階段巴士路線調整，新增36及50線，另外26A線回程澳門方向增加停靠亞馬喇前地分站。
- 10月31日

新福利率先在旗下一輛雙門Rosa小巴（車隊編號：R285）試用電子顯示牌。11月24日，新福利參與競投「道路集體客運公共服務批給合同」。
2010年
- 4月8日至4月10日

新福利參與第三屆澳門國際環保合作發展論壇及展覽，展出該公司環保管理。同年，新福利成功獲得發動機製造商－康明斯香港有限公司認可，成為澳門首間特約維修代理資格的巴士公司。
2011年
- 1月28日

新增128路線，由亞馬喇前地往返大熊貓館，與澳巴聯營。
- 6月12日

新福利配合交通事務局第二階段巴士路線調整，新增27及37路線，與澳巴聯營，取代澳大接駁線；32路線新增新設的筷子基社屋站。筷子基社屋站上車的乘客，可免費乘車至筷子基總站。
- 6月至8月

隨著新營運模式實行日子漸近，新福利逐漸將旗下車齡高於4年的巴士退役。最終新福利車隊中丹尼士飛鏢、三菱FUSO大巴、部分金龍中巴、猛狮13.230、部分ROSA小巴以及黃海DD6109S01均於8月1日前停駛。
- 7月

為補充因大量舊巴士退役而造成的車輛流失，新福利遂向大陸「蘇州金龍」車廠購入大批新巴士，全數128輛大巴已於8月1日前全數出牌，並於8月1日開始投入服務。

### 「新巴士營運模式」實行後（2011年-2016年）
2011年
- 8月1日

新巴士服務模式投入運作，新福利營運二十一條巴士路線，為期七年。
- 8月3日

鑒於新公司維澳蓮運營運首星期表現均未如理想，故新福利應政府要求，派出支援車支援維澳蓮運旗下1、3及3A路線。
- 8月28日

停止派出支援車支援維澳蓮運1、3及3A路線。
- 12月23日

新福利位於澳門科技大學側的車廠停止運作，日後所有巴士將轉到旅遊塔或聯生工業村車場停泊，日常維修工作則會集中在青洲及北安車廠進行。
2012年
- 1月12日

新福利集團公司舉行新年聯歡會，集團董事長廖僖芸表示，新福利的營運線路、營運車輛於「新巴士營運模式」實行後均減少13.5%，加上多種因素影響，新福利巴士從微利變成虧損經營。但在第三方居民滿意度調查，新福利巴士服務獲居民滿意度排名第一。
- 7月12日

新福利董事總經理陳曉陽表示，過去一年，服務承諾已逐一完成，班次要求完成了110%，並針對市場變化及消費者調升服務  的訴求，提出了八點的優化計劃。公衆關注的安全問題，該公司定下每百萬公里交通事故不超過4.8宗，目前仍在此指標內。以六月為例，每十萬公里（約兩天的公里數），發生交通意外為4.2宗，其中1.7宗碰到固定物件，僅0.8宗撞車意外。
- 10月

為提升客戶對公司服務之信賴度及實現公司經營理念，新福利再通過ISO 9001：2008版之認可證書。
- 12月18日

調整39路線為快線，循環往返湖畔大廈及亞馬喇前地。
2013年
- 3月

購入兩輛歐五排放三菱Fuso Rosa小巴，並於同年5月投入服務。
- 4月2日

新增51快線，由石排灣總站往返關閘。
- 7月12日

公佈「2013年3月-6月巴士服務評鑑試評分數」，結果為70.81分。
- 8月26日

新增72路線，循環往返澳大橫琴總站及氹仔。
2014年
- 2月

購入四十二輛歐五排放三菱Fuso Rosa小巴，並於同年3月起陸續投入服務。
- 4月

購入一輛五十鈴大型拖車。
- 7月及8月

舉行「環保節油比賽」活動，提升員工對環保的意識。
2015年
- 6月

與Chocolate Rain合作，以「齊來做個好乘客」為題，透過一系列禮儀宣傳短片，向大眾推廣乘坐巴士的禮儀。
2016年
- 1月14日

特區政府與澳門新福利公共汽車有限公司簽署《有關道路集體客運公共服務—第一標段及第四標段的公證合同修訂本》，同年1月16日起生效，至2018年7月31日屆滿。

### 公共批給合同實行後（2016年-2020年）
2016年
- 1月16日

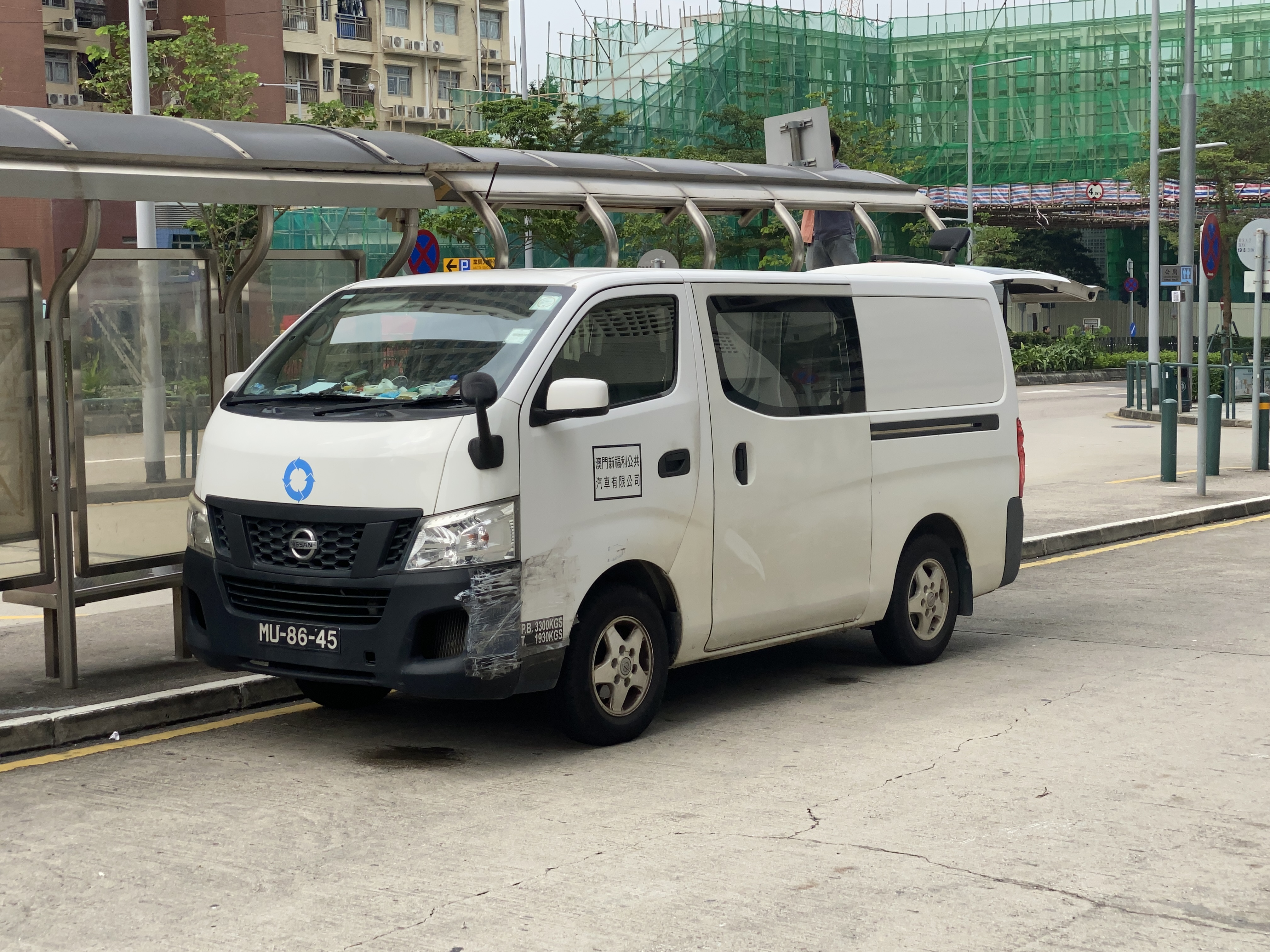
2016年，新福利引進全新日產工程車

新福利以公共批給合同投入營運，營運25條巴士路線，為期2年半。
調整5X路線，循環往返筷子基北灣及皇朝。
25F及37U路線編號分別更改為51及72。
- 1月18日

新增H3路線，循環往返石排灣及山頂醫院。
- 4月

澳門新時代公共汽車股份有限公司測試18米掛接式巴士，新福利亦派員隨隊參與試車，新福利更向新時代借用18米掛接式巴士，由該公司工程人員及車長行駛，試驗該巴士在澳門操作的可能性。同月購入25輛蘇州金龍KLQ6108GQ28E4低地台大巴，以全新黃色為主調的車身顏色亮相，車廂內飾方面，以加強空間感、乘坐舒適為設計主調，配以反射燈光，打造自然光效果並全澳首創車廂內提供USB插頭及車尾電牌顯示目的地、轉向、剎車等信息。
- 4月29日至5月2日

安排一輛蘇州金龍KLQ6108GQ28E4低地台大巴（編號：K338）注入黃色小鴨元素，於澳門科學館前地展出。
- 5月2日

計劃再引入兩至三批，共40部巴士，當中部分是試車種，包括兩部增程電動車，兩部18米巴士（後因政府未回應該車是否可在路面運作，所以暫時擱置計劃）。
- 5月7日

調整MT4路線，由凱泉灣延伸至筷子基北灣，科大醫院延伸至臨時客運碼頭，並改用蘇州金龍KLQ6108GQ28E4低地台大巴行駛。
調整4路線回程取消行經提督馬路、逸園跑狗場，改行經林茂海邊大馬路（林茂塘）。
- 8月1日

新增AP1X快線，循環往返關閘總站及澳門國際機場，僅在尖峰時段提供服務。
- 8月20日

51、H3路線的總站改由「蝴蝶谷大馬路總站」發車。
- 8月29日

新增51A路線，由海擎天往返蝴蝶谷大馬路，使用全新蘇州金龍KLQ6115GQ 三門低地台大巴行駛。
- 9月3日

煙花匯演客流多，特別推出流動收費機“移動BU”，方便乘客在車外刷卡上車。
- 11月11日

新增32X路線，循環往返旅遊塔及亞馬喇前地。
- 11月21日

9A路線由雙向線調整為循環線，增停「立法會前地」站。
2017年
- 2月25日

調整MT4路線，由筷子基北灣延伸至關閘。
調整25路線，不再行經望德聖母灣馬路，改經嘉樂庇總督馬路。
- 2月27日

調整H3路線，增加停靠山頂醫院總站。
- 4月29日

調整37路線總站至「松樹尾總站」，廷伸至澳門運動場、氹仔中央公園，統一收費為每程澳門幣2.8元。
- 5月6日

調整25路線，取消行經黑沙。
- 6月10日

新增15X路線，循環往返黑沙及蝴蝶谷大馬路總站。
- 9月8日

新增25AX路線，循環往返關閘及蝴蝶谷大馬路總站。
- 9月23日

新增5AX路線，循環往返媽閣及關閘馬路。
- 11月18日

購入一輛18米歐五宇通ZK6180HGH超長掛接大巴。
2018年

政府公佈2018年1-6月交通意外責任事故數字，新福利在三間巴士公司之中排行第二，每十萬公里涉及意外宗數最少。
- 4月21日

配合新巴士收費，更改32X及孝思接駁專線的路線編號為32T及37T。
- 6月23日

37路線延伸至孝思墳場及北安。
- 6月30日至8月31日

新增26AT路線，往返筷子基北灣及黑沙海灘，往黑沙海灘方向經高士德，後按26A路線行駛，往筷子基北灣方向的行程與26A路線相同。
新增與新時代聯營的88T路線，循環往返旅遊塔及司打口。
- 8月15日

新福利與特區政府簽署的《道路集體客運公共服務——第一標段及第四標段的公證合同之修改合同》於8月1日續約，至2019年10月31日屆滿。
- 8月17日

26AT、88T路線結束服務。
- 10月4日至7日

新增臨時路線51X，循環往返關閘及蓮花圓形地。
- 10月18日

因與運輸工務司磋商新合同一直未有達成共識，決定再次短期續約14個月，由2019年11月1日起生效直到2020年12月31日，巴士路線、服務班次及收費將大致不會改變。
- 10月24日

新增102X路線，由港珠澳大橋往返賽馬會。
2020年
- 4月18日

39路線延伸至新口岸／科英布拉街。
- 6月8日

25AX路線由循環線調整為雙向線。
- 8月18日

蓮花口岸專線巴士改為公共巴士路線服務，編號為701X，與澳巴聯營。
- 11月30日

新增17S路線，作17路線特班車服務。
調整1A路線，北區終點站由筷子基總站遷往筷子基街／廣大中學。

### 新一份公共批給合同實行後（2021年-）
2021年
- 1月1日

102X路線恢復營運，並調整離島終點站由柯維納馬路遷往橫琴澳方口岸。
調整26路線的車型，由中巴轉用大巴。
調整MT4路線往氹仔客運碼頭的尾班車時間，由00:00延長至01:00
更新72路線的目的地資訊。
- 1月4日

新增16S路線，作16路線特班車服務。
25AX路線增設下午班次。
51X路線由特定日子調整至星期一至星期六高峰時段服務。
- 1月9日

15、25、25B、26、26A、701X、MT4路線取消停靠蓮花大橋，部分路線方向改為停靠蓮花路停車場。
701X路線延伸至新濠影匯。
- 8月7日

調整5X路線終點站由筷子基北灣遷往青洲坊。
調整MT4路線往關閘方向增停青茂口岸附近巴士站。
- 11月15日

新增25BS路線，作為25B路線特班車服務。
- 11月27日

51X路線延伸至蝴蝶谷大馬路總站。
51、102X、H3路線新增站點。
2022年
| 日期            | 內容 |
| --------------- | --- |
| 2月26日         | - 5AX、9、9A路線新增站點 - 102X路線取消繞經賽馬會一帶                                                                        |
| 3月29日         | - 配合紅街市重整工程，而位於林茂塘的臨時提督街市正式運作，增設臨時提督街市專線。                                             |
| 5月28日         | - 51X路線新增站點 - AP1X路線增加服務時間 - H3路線改用中巴行駛並調整走線 - 15路線改為循環線 - 17、MT4路線調整走線。           |
| 7月18日-22日    | - 第一代15S路線臨時開設，方便往返路環偏遠地區居民在區內維持基本維生出行需要                                                  |
| 7月23日-8月7日  | - 51AS路線開設，由海擎天往返離島醫院大馬路 - MT4S路線開設，由筷子基北灣往返離島醫院大馬路                                    |
| 8月3日18:00-5日 | - 101路線臨時開設，由關閘往返港珠澳大橋 - 102路線臨時開設，由青茂口岸往返港珠澳大橋                                          |
| 12月3日         | - 5路線的總站由旅遊塔調整至媽閣交通樞紐 - 15、25、25AX、25B、25BS、26、26A、39、H3路線新增停靠站點 - 5X、17、17S路線取消站點 |

2023年
| 日期           | 內容                                                                                                  |
| -------------- | --- |
| 1月18日        | - 25、26路線調整為循環線，並以“路環市區”為循環點，同時調整站點 - 15、26A路線調整站點                  |
| 2月6日         | - 51路線以試行形式新增停靠站點                                                                        |
| 4月29日-5月1日 | - 102XS路線臨時開設，於港澳長假期期間服務                                                             |
| 9月1日         | - 第二代15S路線開設，由九澳村前往海洋花園                                                             |
| 9月9日         | - 26S路線臨時開設，在澳門旅遊塔一帶舉行大型活動期間前往氹仔及路氹城                                   |
| 9月26日15:00   | - 701X路線總站調整至澳門大學，同時大幅修改走線                                                        |
| 12月8日        | - 配合輕軌媽閣站啟用，作出以下調整： - 5AX路線編號改為65，改取道皇朝及高士德一帶 - 61開設，與澳巴聯營 |
| 12月16日       | - 配合澳門協和醫院試營運，作出以下安排： - MT4路線調整走線 - H3路線新增停靠站點                       |

2024年
| 日期         | 內容                                                         |
| ------------ | ------------------------------------------------------------ |
| 5月28日      | - 因紅街市重開及商販進行回遷工作，臨時提督街市專線終止營運。 |
| 6月8日至10日 | - 17T、26AT路線臨時開設。                                    |
| 10月1日      | - 為配合澳門大橋開通，103X路線開設，與澳巴聯營               |
| 10月19日     | - 9A路線調整總站                                             |
| 10月21日     | - 701XS路線開設，與澳巴聯營                                  |
| 12月13日     | - 所有營運車隊100%使用新能源                                 |

## 法律敗訴事件

### 兩幅車廠土地不發展被特區政府收回
- 1989年12月29日，澳葡政府批出北安稱為“Q2”地段的土地予澳門新福利公共汽車有限公司。土地租賃有效期為25年，要求興建巴士停車場大樓。2014年12月28日批給屆滿時，土地仍被未被利用。2016年3月10日，時任澳門特別行政區行政長官崔世安作出批示，宣告土地批給失效。2019年9月18日，由於新福利不服行政長官批示，先後在多級法院上訴，澳門終審法院當日正式宣判終審敗訴，土地收歸國有。[27]

- 1988年12月30日，澳葡政府於第52期《澳門政府公報》第四副刊的第218/SAOPH/88號批示，將青洲河邊馬路一幅面積4081平方米的土地以租賃制度及免除公開競投方式批予澳門福利公共汽車有限公司（即新福利前身），以興建一幢樓高6層，作工業、公共汽車總站及停車場用途的樓宇。2013年12月29日批給屆滿時，土地仍被未被利用。2016年3月9日，時任澳門特別行政區行政長官崔世安作出批示，宣告土地批給失效。2020年4月29日，由於新福利不服行政長官批示，先後在多級法院上訴，澳門終審法院當日正式宣判終審敗訴，土地收歸國有。[28]

### 新福利要求交通事務局發出59、71路線審批文件，不獲批告政府最終敗訴
- 2014年，交通事務局批出59路線及71路線予澳門新時代公共汽車股份有限公司經營。2014年11月24日，新福利向交通事務局局長提出申請，要求發出涉及澳門新時代公共汽車股份有限公司獲增設的59及71路線營運路線的審批文件、作出行為人、作出行為的方式及日期、判給批示、判給理由及營運條件的證明，但不獲批准。2015年1月14日，新福利向行政法院提起提供資訊、查閱卷宗或發出證明之訴，要求該院命令被訴實體於指定期間內向其發出上述文件。而行政法院隨後作出判決，不批准新福利提出的請求。新福利不服，提起司法裁判上訴，中級法院合議庭後來判決，認定新福利不具備正當利益獲得有關批准澳門新時代公共汽車股份有限公司新增路線之相關資訊，裁定司法裁判的上訴敗訴。判決中提到新福利提出有關聲請只不過出於自身的好奇心，無法得知新福利想以該等資訊達至哪些目的。[29]

## 軼事

### 新福利的創始年份

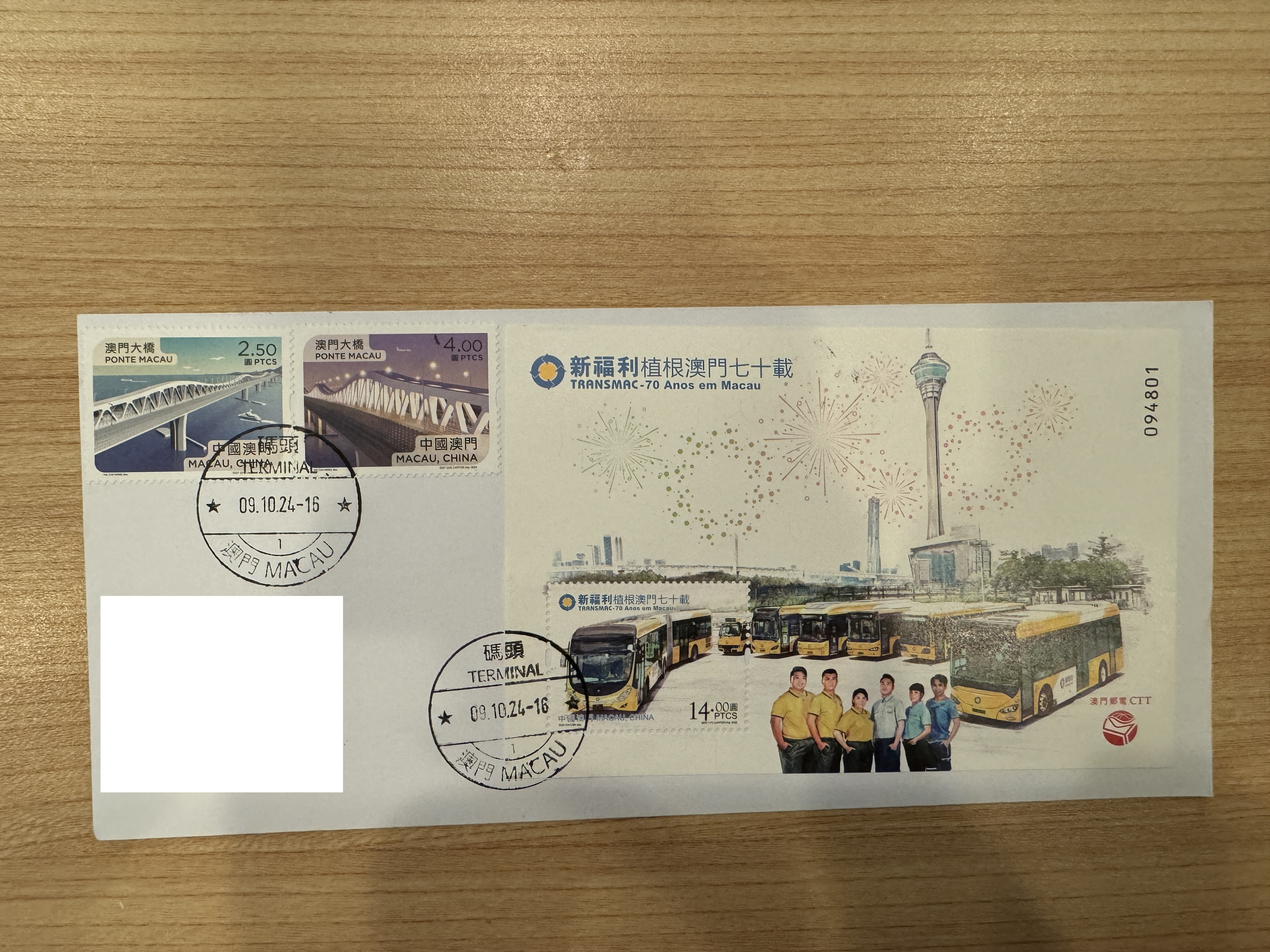
2024年，新福利慶祝植根澳門七十載郵票

- 2000年代期間，網上不同渠道可見，新福利在報紙、派發的路線指南及紀念品，標示其創立日期為1948年，事實上，1948年成立並在澳門服務的巴士公司，與新福利沒有任何關係。而在新福利官方網站主頁上，更一度直接稱「福利」創辦於1948年。[7][16]
- 2017年，新福利慶祝植根澳門65周年，以1952年澳門福利公共汽車股份有限公司成立起計算。當年時任新福利董事會主席廖僖芸致辭時表示，新福利自1988年承接福利公司延續本澳公共巴士服務的經營。[30]
- 而新福利正確的創辦年份（政府登記的註冊日期）應為1988年，但新福利卻一直甚少提及此成立日期。

### 保安措施
- 2002年2月26日凌晨5時，只有16歲的中三學生江慶斌以打火機燃燒停泊在青洲巴士總站的三菱小巴後兩排座位，令巴士公司損失約2000元，該學生後被判監兩年，因初犯獲緩刑兩年。[31]
- 新福利公司在2003年起，多次發現巴士站的路線圖、巴士車尾水牌、站牌被盜竊，發現原來是一名巴士迷的行為。另外，更甚有人自行上了泊在路旁的巴士，著車後進行操作，幸未發生嚴重事故。及後該公司關注巴士迷行為及保安措施，除成立巴士之友組織巴士迷活動，亦規定泊在車廠以外範圍的巴士不能插著車匙。[32]

## 新福利營運路線
| 澳門半島區內線       | 澳門半島區內線                | 澳門半島區內線 |
| -------------------- | ----------------------------- | --- |
| 路線                 | 起訖點                        | 途經 |
| 1A EV                | 筷子基街 ↔ 新口岸／科英布拉街 | 筷子基街／廣大中學開出： 筷子基街 → 俾若翰街 → 筷子基總站 → 台山街市 → 三角花園 → 慕拉士大馬路 → 漁翁街 → 外港客運碼頭 → 友誼馬路 → 高美士街 → 宋玉生廣場 → 柏嘉街 → 科英布拉街 新口岸／科英布拉街開出： 科英布拉街 → 高美士街 → 漁翁街 → 慕拉士大馬路 → 望廈 → 黑沙環馬路 → 蓮峰廟 → 北區警司處 → 青洲大馬路 → 筷子基街 |
| 4 EV                 | 筷子基 ↺ 新馬路               | 筷子基總站開出： 筷子基總站 → 台山街市 → 提督馬路 → 雅廉訪大馬路 → 塔石廣場 → 水坑尾 → 約翰四世大馬路 → 新馬路 → 沙梨頭街市 → 林茂塘 → 筷子基總站 |
| 5 EV                 | 媽閣 ↺ 華大新村               | 媽閣交通樞紐開出： 媽閣交通樞紐 → 河邊新街 → 內港客運碼頭 → 新馬路 → 南灣大馬路 → 水坑尾 → 高士德大馬路 → 蓮峰游泳池 → 華大新村 → 提督馬路 → 高士德大馬路 → 松山隧道 → 羅理基博士大馬路 → 約翰四世大馬路 → 殷皇子大馬路 → 新馬路 → 粵通碼頭 → 司打口 → 河邊新街 → 媽閣廟 → 媽閣交通樞紐 |
| 5X EV                | 青洲坊 ↺ 皇朝                 | 青洲坊總站開出： 青洲坊總站 → 青洲大馬路 → 白朗古將軍馬路 → 美副將大馬路 → 羅理基博士大馬路 → 勵庭海景酒店 → 觀音像海濱休憩區 → 捐血中心 → 仙德麗街 → 葡京酒店 → 財神酒店 → 假日酒店 → 何賢公園 → 高士德 → 沙梨頭南街 → 綠楊花園 → 沙梨頭北街 → 青洲坊總站 |
| 9EV                  | 牧場街 ↺ 媽閣                 | 牧場街總站開出： 牧場街總站 → 街總社區服務大樓 → 台山中街 → 三角花園 → 提督馬路 → 高士德大馬路 → 塔石體育館 → 水坑尾 → 八角亭 → 亞馬喇前地 → 區華利前地 → 南灣湖景大馬路 → 民國馬路 → 西灣 → 半邊橙 → 媽閣碼頭 → 河邊新街 → 下環街市 → 風順堂街 → 西坑街 → 濠璟酒店 → 民國馬路 → 燒灰爐 → 巴掌圍 → 葡京路 → 水坑尾 → 盧廉若公園 → 高士德大馬路 → 白朗古將軍馬路 → 台山街市 → 巴波沙大馬路 → 牧場街總站 |
| 9A EV                | 青茂 ↺ 旅遊塔                 | 青茂／白朗古開出： 青茂／白朗古 → 菜園涌邊街 → 騎士馬路 → 三角花園 → 提督馬路 → 高士德大馬路 → 塔石體育館 → 水坑尾 → 八角亭 → 亞馬喇前地 → 區華利前地 → 南灣湖景大馬路 → 立法會前地 → 澳門旅遊塔 → 初級法院刑事大樓 → 燒灰爐 → 巴掌圍 → 葡京路 → 水坑尾街 → 盧廉若公園 → 高士德大馬路 → 白朗古將軍馬路 → 台山街市 → 巴波沙大馬路 → 牧場街總站 → 青茂口岸 → 青茂／白朗古 |
| 16EV                 | 牧場街 ↺ 下環街市             | 牧場街總站開出： 牧場街總站 → 菜園涌邊街 → 關閘馬路 → 提督馬路 → 沙梨頭 → 栢港停車場 → 司打口 → 河邊新街 → 下環街市 → 風順堂街 → 西坑街 → 濠璟酒店 → 民國馬路 → 燒灰爐 → 巴掌圍 → 南灣大馬路 → 水坑尾街 → 盧廉若公園 → 雅廉訪大馬路 → 筷子基衛生中心 → 青洲坊總站 → 菜園涌邊街 → 牧場街總站 |
| 16S EV               | 牧場街 ↺ 媽閣                 | 牧場街總站開出： 牧場街總站 → 菜園涌邊街 → 關閘馬路 → 提督馬路 → 沙梨頭 → 栢港停車場 → 司打口 → 河邊新街 → 媽閣廟 → 民國馬路 → 燒灰爐 → 巴掌圍 → 南灣大馬路 → 水坑尾街 → 盧廉若公園 → 雅廉訪大馬路 → 筷子基衛生中心 → 青洲坊總站 → 菜園涌邊街 → 牧場街總站 |
| 17 EV                | 白鴿巢 ↺ 宋玉生廣場           | 白鴿巢總站開出： 白鴿巢總站 → 連勝馬路 → 美副將大馬路 → 二龍喉公園 → 得勝馬路 → 東望洋新街 → 加思欄花園 → 南光大廈 → 宋玉生廣場 → 孫逸仙大馬路 → 友誼大馬路 → 水塘北角 → 南澳花園 → 黑沙環新街 → 馬場東大馬路 → 馬場北大馬路 → 關閘總站 → 提督馬路 → 雅廉訪大馬路 → 賈伯樂提督街 → 新勝街 → 白鴿巢總站 |
| 17S EV               | 新口岸／科英布拉街 ↔ 關閘     | 新口岸／科英布拉街開出： 科英布拉街 → 宋玉生廣場 → 孫逸仙大馬路 → 友誼大馬路 → 漁翁街 → 東北大馬路 → 黑沙環新街 → 勞動節街 → 黑沙環中街 → 關閘東側上落客區 關閘開出： 關閘東側上落客區 → 看台街 → 中心街 → 勞動節大馬路 → 外港客運碼頭 → 漁人碼頭 → 澳門科學館 → 澳門文化中心 → 柏嘉街 → 科英布拉街 |
| 28CEV                | 回力 ↺ 騎士馬路               | 回力開出： 回力 → 高美士街 → 羅理基博士大馬路 → 加思欄馬路 → 山頂醫院急診大樓 → 得勝斜路 → 東望洋斜巷 → 盧廉若公園 → 高士德大馬路 → 俾利喇街 → 觀音堂 → 螺絲山公園 → 福海花園 → 黑沙環馬路 → 長壽大馬路 → 中心街 → 馬場東大馬路 → 馬場北大馬路 → 騎士馬路 → 提督馬路 → 高士德大馬路 → 得勝馬路 → 東望洋新街 → 加思欄花園 → 賈羅布馬路 → 十月一號前地 → 北京街 → 高美士街 → 回力 |
| 32 EV                | 筷子基 ↺ 旅遊塔               | 筷子基總站開出： 筷子基總站 → 台山街市 → 提督馬路 → 高士德大馬路 → 外港碼頭 → 友誼大馬路 → 萬龍酒店 → 東方拱門 → 亞馬喇前地 → 南灣湖景大馬路 → 立法會前地 → 澳門旅遊塔 → 初級法院刑事大樓 → 燒灰爐 → 巴掌圍 → 葡京酒店 → 財神酒店 → 假日酒店 → 利澳酒店 → 理工大學 → 水塘馬路 → 二龍喉公園 → 高士德大馬路 → 沙梨頭南街 → 綠楊花園 → 筷子基總站 |
| 61 EV                | 媽閣 ↔ 關閘                   | 媽閣交通樞紐開出： 媽閣交通樞紐 → 河邊新街 → 十六浦 → 青茂口岸 → 關閘總站 關閘總站開出： 關閘總站 → 青茂口岸 → 栢港停車場 → 媽閣廟 → 媽閣交通樞紐 |
| 65 EV                | 牧場街 ↺ 司打口               | 牧場街開出： 牧場街總站 → 孫中山公園 → 菜園涌邊街 → 華大新村 → 提督馬路 → 高士德大馬路 → 羅理基博士大馬路 → 城市日大馬路 → 旅遊塔 → 媽閣碼頭 → 河邊新街 → 司打口 → 河邊新街 → 媽閣廟 → 媽閣交通樞紐 → 旅遊塔 → 永利澳門 → 總統酒店 → 何賢公園 → 雅廉訪 → 筷子基 → 台山 → 牧場街總站 |
| 澳門半島往返離島線   |                               | |
| 路線                 | 起訖點                        | 途經 |
| 25 EV                | 關閘 ↺ 路環市區               | 關閘總站開出： 關閘總站 → 關閘馬路 → 美副將大馬路 → 二龍喉公園 → 塔石體育館 → 水坑尾 → 約翰四世大馬路 → 亞馬喇前地 → 嘉樂庇總督大橋 → 麗景灣酒店 → 泉澧花園 → 泉亮花園 → 氹仔嘉樂庇馬路 → 路氹連貫公路 → 蓮花圓形地 → 蓮花路停車場 → 石排灣公屋群 → 石排灣郊野公園 → 路環市區 → 聯生圓形地總站 → 金峰南岸 → 石排灣公屋群 → 路氹連貫公路 → 氹仔嘉樂庇馬路 → 信虹花園 → 百利寶花園 → 氹仔電訊 → 麗景灣酒店 → 嘉樂庇總督大橋 → 亞馬喇前地 → 財神酒店 → 水坑尾 → 盧廉若公園 → 高士德大馬路 → 蓮峰游泳池 → 巴波沙大馬路 → 關閘總站 |
| 25AX EV              | 關閘 ↔ 蝴蝶谷大馬路           | 關閘開出： 關閘東側上落客區 → 勞動節大馬路 → 亞馬喇前地 → 嘉樂庇總督大橋 → 麗景灣酒店 → 泉亮花園 → 路氹連貫公路 → 蝴蝶谷大馬路總站 蝴蝶谷大馬路總站開出： 蝴蝶谷大馬路總站 → 樂群樓 → 路氹連貫公路 → 百利寶花園 → 氹仔電訊 → 嘉樂庇總督大橋 → 亞馬喇前地 → 南華新邨 → 關閘東側上落客區 |
| 25B EV               | 關閘 ↔ 橫琴澳方口岸           | 關閘總站開出： 關閘總站 → 紀念孫中山公園 → 街總社區服務大樓 → 跑狗場 → 美副將大馬路 → 二龍喉公園 → 士多鳥拜斯大馬路 → 水坑尾街 → 約翰四世大馬路 → 亞馬喇前地 → 嘉樂庇總督大橋 → 麗景灣酒店 → 氹仔大中華廣場 → 泉裕豪庭 → 奧林匹克大馬路 → 澳門運動場 → 望德聖母灣馬路 → 路氹連貫公路 → 美獅美高梅 → 離島醫院 → 蓮花路 → 橫琴澳方口岸 橫琴澳方口岸開出： 橫琴澳方口岸 → 路氹連貫公路 → 望德聖母灣馬路 → 運動場 → 華寶花園 → 花城公園 → 百利寶花園 → 氹仔電訊 → 麗景灣酒店 → 嘉樂庇總督大橋 → 亞馬喇前地 → 十月一號前地 → 北京街 → 何賢公園 → 治安警察局 → 水坑尾街 → 盧廉若公園 → 高士德大馬路 → 白朗古將軍馬路 → 菜園涌邊街 → 關閘總站                                                                                           |
| 26 EV                | 筷子基北灣 ↺ 路環市區         | 筷子基北灣開出： 筷子基北灣 → 青洲馬路 → 台山街市 → 提督馬路 → 沙梨頭 → 栢港停車場 → 粵通碼頭 → 司打口 → 河邊新街 → 媽閣廟站 → 澳門旅遊塔 → 西灣大橋 → 海洋花園 → 柯維納馬路 → 南新花園 → 華寶花園 → 花城公園 → 湖畔大廈 → 海灣花園 → 北安大馬路 → 氹仔客運碼頭 → 澳門機場 → 科大醫院 → 路氹連貫公路 → 蓮花路停車場 → 石排灣 → 石排灣郊野公園 → 路環市區 → 聯生圓形地 → 金峰南岸 → 樂群樓 → 蓮花路 → 路氹連貫公路 → 偉龍馬路 → 氹仔客運碼頭 → 信安馬路 → 高勵雅馬路 → 湖畔公園 → 奧林匹克大馬路 → 澳門運動場 → 柯維納馬路 → 氹仔海濱花園 → 海洋花園 → 西灣大橋 → 澳門旅遊塔 → 媽閣碼頭 → 河邊新街 → 內港客運碼頭 → 十六浦 → 沙欄仔 → 白鴿巢前地 → 鏡湖醫院 → 永樂戲院 → 紅街市 → 沙梨頭南街 → 筷子基北灣                         |
| 26A EV               | 筷子基北灣 ↔ 黑沙海灘         | 筷子基北灣開出： 筷子基北灣 → 青洲馬路 → 台山街市 → 提督馬路 → 沙梨頭 → 栢港停車場 → 新馬路 → 殷皇子馬路 → 亞馬喇前地 → 嘉樂庇總督大橋 → 麗景灣酒店 → 泉澧花園 → 泉亮花園 → 奧林匹克大馬路 → 澳門運動場 → 望德聖母灣馬路 → 路氹連貫公路 → 蓮花圓形地 → 蓮花路 → 石排灣 → 石排灣郊野公園 → 路環居民大會堂 → 竹灣泳池 → 竹灣燒烤公園 → 竹灣海灘 → 海蘭花園 → 黑沙海灘 黑沙海灘開出： 黑沙海灘 → 海蘭花園 → 竹灣泳池 → 竹灣燒烤公園 → 竹灣海灘 → 路環街市 → 聯生圓形地 → 金峰南岸 → 樂群樓 → 路氹連貫公路 → 望德聖母灣 → 運動場 → 華寶花園 → 花城公園 → 百利寶花園 → 氹仔電訊 → 麗景灣酒店 → 嘉樂庇總督大橋 → 亞馬喇前地 → 殷皇子馬路 → 新馬路 → 十六浦 → 沙梨頭海邊街 → 提督馬路 → 蓮峰游泳池 → 北區警司處 → 嘉應花園 → 筷子基北灣 |
| 33 EV                | 筷子基 ↺ 柯維納馬路           | 筷子基總站開出： 筷子基總站 → 台山街市 → 提督馬路 → 沙梨頭 → 栢港停車場 → 新馬路 → 殷皇子馬路 → 亞馬喇前地 → 嘉樂庇總督大橋 → 麗景灣酒店 → 氹仔大中華廣場 → 泉裕豪庭 → 泉悅花園 → 嘉模泳池 → 氹仔官也街 → 氹仔中葡小學 → 地堡街 → 澳門運動場 → 柯維納馬路 → 南新花園 → 華寶花園 → 花城公園 → 百利寶花園 → 氹仔電訊 → 麗景灣酒店 → 嘉樂庇總督大橋 → 亞馬喇前地 → 殷皇子馬路 → 新馬路 → 十六浦 → 沙梨頭海邊街 → 提督馬路 → 蓮峰游泳池 → 北區警司處 → 跑狗場 → 筷子基總站 |
| 34 EV                | 青洲坊 ↔ 海洋花園             | 青洲坊總站開出： 青洲坊總站 → 菜園涌邊街 → 關閘總站 → 看台街 → 祐漢街市 → 黑沙環第五街 → 慕拉士巷 → 海濱花園 → 保利達花園 → 友誼大橋 → 高勵雅馬路 → 湖畔公園 → 泉悅花園 → 嘉模泳池 → 氹仔官也街 → 氹仔中葡小學 → 地堡街 → 澳門運動場 → 賽馬會 → 柯維納馬路 → 氹仔海濱花園 → 海洋花園瞭望台 海洋花園瞭望台開出： 海洋花園瞭望台 → 海洋廣場 → 海洋花園衛生中心 → 柯維納馬路 → 南新花園 → 華寶花園 → 花城公園 → 湖畔大廈 → 海灣花園 → 廣華新邨 → 東華新邨 → 慕拉士大馬路 → 馬場海邊馬路 → 巴波沙大馬路 → 牧場街總站 → 青洲坊總站 |
| 39 EV                | 新口岸／科英布拉街 ↺ 湖畔大廈 | 新口岸／科英布拉街開出： 科英布拉街 → 亞馬喇前地 → 嘉樂庇總督大橋 → 麗景灣酒店 → 氹仔中央公園 → 泉裕豪庭 → 湖畔大廈 → 聖公會中學 → 氹仔東北 → 宋玉生博士圓形地 → 麗景灣酒店 → 嘉樂庇總督大橋 → 亞馬喇前地 → 城市日大馬路 → 科英布拉街 |
| 51 EV                | 蝴蝶谷大馬路 ↺ 關閘           | 蝴蝶谷大馬路總站開出： 蝴蝶谷大馬路總站 → 樂群樓 → 葡京人 → 上葡京 → 永利皇宮 → 科大醫院 → 北安大馬路 → 友誼大橋 → 海上居 → 關閘廣場 → 北安大馬路 → 機場大馬路 → 葡京人 → 路環發電廠 → 石排灣 → 蝴蝶谷大馬路總站 |
| 51A EV               | 海擎天 ↔ 蝴蝶谷大馬路         | 海擎天總站開出： 海擎天總站 → 俾若翰街 → 何賢紳士大馬路 → 關閘總站 → 看台街 → 中心街 → 勞動節大馬路 → 保利達花園 → 友誼大橋 → 北安大馬路 → 北安出入境事務大樓 → 氹仔客運碼頭 → 澳門機場 → 科大醫院 → 科技大學 → 望德聖母灣馬路 → 新城大馬路 → 路氹城馬路 → 蓮花圓形地 → 石排灣 → 蝴蝶谷大馬路 蝴蝶谷大馬路總站開出： 蝴蝶谷大馬路 → 樂群樓 → 路氹連貫公路 → 路氹城馬路 → 新城大馬路 → 望德聖母灣馬路 → 機場圓形地 → 氹仔客運碼頭 → 北安大馬路 → 友誼大橋 → 建華大廈 → 馬場東大馬路 → 馬場北大馬路 → 紀念孫中山公園 → 青茂口岸 → 海擎天總站 |
| 51X EV               | 關閘 ↔ 蝴蝶谷大馬路           | 關閘開出： 關閘東側上落客區 → 友誼大橋 → 北安出入境事務大樓 → 澳門機場 → 科技大學 → 路氹連貫公路 → 蝴蝶谷大馬路總站 蝴蝶谷大馬路總站開出： 蝴蝶谷大馬路總站 → 樂群樓 → 路氹連貫公路 → 北安大馬路 → 友誼大橋 → 海上居 → 關閘東側上落客區 |
| 102X EV              | 港珠澳大橋 ↔ 橫琴澳方口岸     | 港珠澳大橋邊檢大樓開出： 港珠澳大橋 → 廣華新邨 → 東華新邨 → 飛通大廈 → 外港客運碼頭 → 友誼馬路 → 仙德麗街 → 嘉樂庇總督大橋 → 泉澧花園 → 泉裕豪庭 → 奧林匹克大馬路 → 澳門運動場 → 蓮花海濱大馬路 → 生態保護區 → 新濠影匯 → 蓮花路 → 橫琴澳方口岸 橫琴澳方口岸開出： 橫琴澳方口岸 → 路氹連貫公路 → 西堤馬路 → 蓮花海濱大馬路 → 皇庭海景酒店 → 澳門運動場 → 華寶花園 → 花城公園 → 百利寶花園 → 氹仔電訊 → 嘉樂庇總督大橋 → 葡京酒店 → 總統酒店 → 友誼馬路 → 南澳花園 → 保利達花園 → 港珠澳大橋 |
| 103X EV              | 港珠澳大橋 ↺ 氹仔客運碼頭     | 港珠澳大橋邊檢大樓開出： 港珠澳大橋 → 澳門大橋 → 氹仔客運碼頭 → 澳門大橋 → 港珠澳大橋邊檢大樓 |
| AP1 EV               | 關閘 ↺ 澳門機埸               | 關閘總站開出： 關閘總站 → 看台街 → 中心街 → 勞動節大馬路 → 外港客運碼頭 → 友誼馬路 → 友誼大橋 → 北安大馬路 → 北安出入境事務大樓 → 氹仔客運碼頭 → 澳門機場 → 科大醫院 → 科技大學 → 氹仔嘉樂庇馬路 → 信虹花園 → 湖畔大廈 → 海灣花園 → 友誼大橋 → 外港客運碼頭 → 友誼馬路 → 南華新邨 → 保利達花園 → 海上居 → 關閘總站 |
| AP1X EV              | 關閘 ↺ 澳門機埸               | 關閘開出： 關閘東側上落客區 → 友誼大橋 → 北安大馬路 → 北安出入境事務大樓 → 澳門機場 → 科技大學 → 信虹花園 → 海灣花園 → 友誼大橋 → 海上居 → 關閘東側上落客區 |
| H3 EV                | 蝴蝶谷大馬路 ↺ 山頂醫院       | 蝴蝶谷大馬路總站開出： 蝴蝶谷大馬路總站 → 樂群樓 → 西堤馬路 → 百老匯 → 氹仔中央公園 → 氹仔電訊 → 嘉樂庇總督大橋 → 山頂醫院急診大樓 → 新口岸 → 嘉樂庇總督大橋 → 濠珀 → 銀河 → 生態保護區 → 石排灣 → 蝴蝶谷大馬路總站 |
| MT4 EV               | 關閘 ↔ 氹仔客運碼頭           | 關閘總站開出： 關閘總站 → 紀念孫中山公園 → 青茂口岸 → 船澳街 → 林茂海邊大馬路 → 沙梨頭 → 栢港停車場 → 粵通碼頭 → 司打口 → 河邊新街 → 媽閣廟站 → 西灣大橋 → 海洋花園 → 柯維納馬路 → 南新花園 → 氹仔中央公園 → 氹仔嘉樂庇馬路 → 望德聖母灣馬路 → 路氹西 → 新濠影匯 → 蓮花圓形地 → 東亞運 → 新濠天地 → 科大醫院 → 氹仔客運碼頭 氹仔客運碼頭開出： 氹仔客運碼頭 → 澳門國際機場 → 機場貨運站 → 霍英東馬路 → 永利皇宮 → 保齡球中心 → 澳門東亞運動會體育館 → 蓮花圓形地 → 路氹連貫公路 → 路氹城馬路 → 路氹西 → 望德聖母灣大馬路 → 氹仔嘉樂庇馬路 → 氹仔中央公園 → 賽馬會 → 柯維納馬路 → 氹仔海濱花園 → 海洋花園 → 西灣大橋 → 河邊新街 → 內港客運碼頭 → 十六浦 → 沙梨頭 → 林茂海邊大馬路 → 俾若翰街 → 青茂口岸 → 關閘總站                |
| 離島區內線           |                               | |
| 路線                 | 起訖點                        | 途經 |
| 15EV                 | 海洋花園 ↺ 九澳村             | 海洋花園開出： 海洋花園瞭望台 → 海洋廣場 → 海洋花園衛生中心 → 柯維納馬路 → 南新花園 → 華寶花園 → 花城公園 → 氹仔茵景園 → 氹仔CEM貨倉 → 路氹連貫公路 → 蓮花圓形地 → 蓮花路 → 石排灣 → 石排灣郊野公園 → 路環居民大會堂 → 竹灣泳池 → 竹灣燒烤公園 → 竹灣海灘 → 海蘭花園 → 黑沙海灘 → 黑沙村 → 黑沙水庫 → 鷺環海天酒店 → 九澳水庫郊野公園 → 九澳聖若瑟學校 → 九澳村 → 鷺環海天酒店 → 黑沙水庫 → 黑沙村 → 黑沙海灘 → 海蘭花園 → 竹灣泳池 → 竹灣燒烤公園 → 竹灣海灘 → 路環街市 → 聯生圓形地 → 金峰南岸 → 樂群樓 → 路氹連貫公路 → 氹仔嘉樂庇馬路 → 信虹花園 → 泉悅花園 → 嘉模泳池 → 氹仔官也街 → 氹仔中葡小學 → 地堡街 → 澳門運動場 → 賽馬會 → 柯維納馬路 → 氹仔海濱花園 → 海洋花園瞭望台                                               |
| 25BS EV              | 橫琴澳方口岸 ↺ 望德聖母灣     | 橫琴澳方口岸開出： 橫琴澳方口岸 → 路氹連貫公路 → 望德聖母灣馬路 → 路氹連貫公路 → 蓮花路 → 橫琴澳方口岸 |
| 37EV                 | 松樹尾 ↺ 信安馬路             | 松樹尾總站開出： 松樹尾總站 → 澳門運動場 → 基馬拉斯大馬路 → 孫逸仙博士大馬路 → 湖畔大廈 → 雞頸馬路 → 機場圓形地 → 信安馬路 → 高勵雅馬路 → 聖公會中學 → 旅遊學院氹仔校區 → 澳門城市大學 → 宋玉生博士圓形地 → 廣東大馬路 → 南新花園 →奧林匹克大馬路 → 松樹尾總站 |
| 72 EV                | 澳門大學 ↺ 湖畔大廈           | 澳門大學總站開出： 澳門大學橫琴校區 → 西堤馬路 → 新城大馬路 → 望德聖母灣馬路 → 運動場道 → 奧林匹克大馬路 → 湖畔大廈 → 氹仔東北馬路 → 宋玉生博士圓形地 → 孫逸仙博士大馬路 → 奧林匹克大馬路 → 運動場道 → 望德聖母灣大馬路 → 新城大馬路 → 西堤馬路 → 澳門大學橫琴校區 |
| 701X EV              | 澳門大學 ↺ 望德聖母灣         | 澳門大學總站開出： 澳門大學總站 → 橫琴澳方口岸 → 蓮花路 → 新濠影匯 → 巴黎人 → 美獅美高梅 → 澳門東亞運動會體育館 → 上葡京 → 新濠天地 → 望德聖母灣馬路 → 威尼斯人 → 金光會展 → 巴黎人 → 蓮花路停車場 → 橫琴澳方口岸 → 澳門大學總站 |
| 701XS EV             | 澳門大學 ↺ 橫琴澳方口岸       | 澳門大學總站開出： 澳門大學總站 → 橫琴澳方口岸 → 澳門大學總站 |
| 節日或指定日子特別線 |                               | |
| 路線                 | 起訖點                        | 途經 |
| 15T EV               | 黑沙海灘 ↺ 蝴蝶谷大馬路       | 黑沙海灘開出： 黑沙海灘 → 海蘭花園 → 黑沙水庫 → 九澳高頂馬路 → 蝴蝶谷大馬路 → 九澳高頂馬路 → 黑沙水庫 → 黑沙海灘 |
| 17T EV               | 關閘 ↺ 新勝街                 | 關閘開出： 關閘總站 → 新勝街 → 鏡湖醫院 → 關閘總站 |
| 26AT EV              | 和諧廣場 ↺ 新馬路             | 和諧廣場開出： 樂群樓 → 路氹連貫公路 → 望德聖母灣 → 新馬路 → 殷皇子馬路 → 亞馬喇前地 → 望德聖母灣馬路 → 路氹連貫公路 → 蓮花圓形地 → 業興大廈 |
| 26S EV               | 旅遊塔 → 蝴蝶谷大馬路         | 旅遊塔開出： 旅遊塔 → 海洋花園 → 柯維納馬路 → 南新花園 → 華寶花園 → 花城公園 → 路氹連貫公路 → 蝴蝶谷大馬路 |
| 32T EV               | 旅遊塔 ↺ 亞馬喇前地           | 西灣湖街臨時站開出： 西灣湖街 → 亞馬喇前地 → 區華利前地 → 南灣湖景大馬路 → 西灣湖街 |
| 37T EV               | 湖畔大廈 ↺ 雞頸馬路           | 湖畔大廈開出： 湖畔大廈 → 雞頸馬路 → 信虹花園 → 湖畔大廈 |

- ：該路線使用無障礙巴士。
- EV：該路線使用增程式巴士。

## 包車路線
新福利主要行走的包車路線有︰
- 銀河員工巴士路線：GM1、GM4

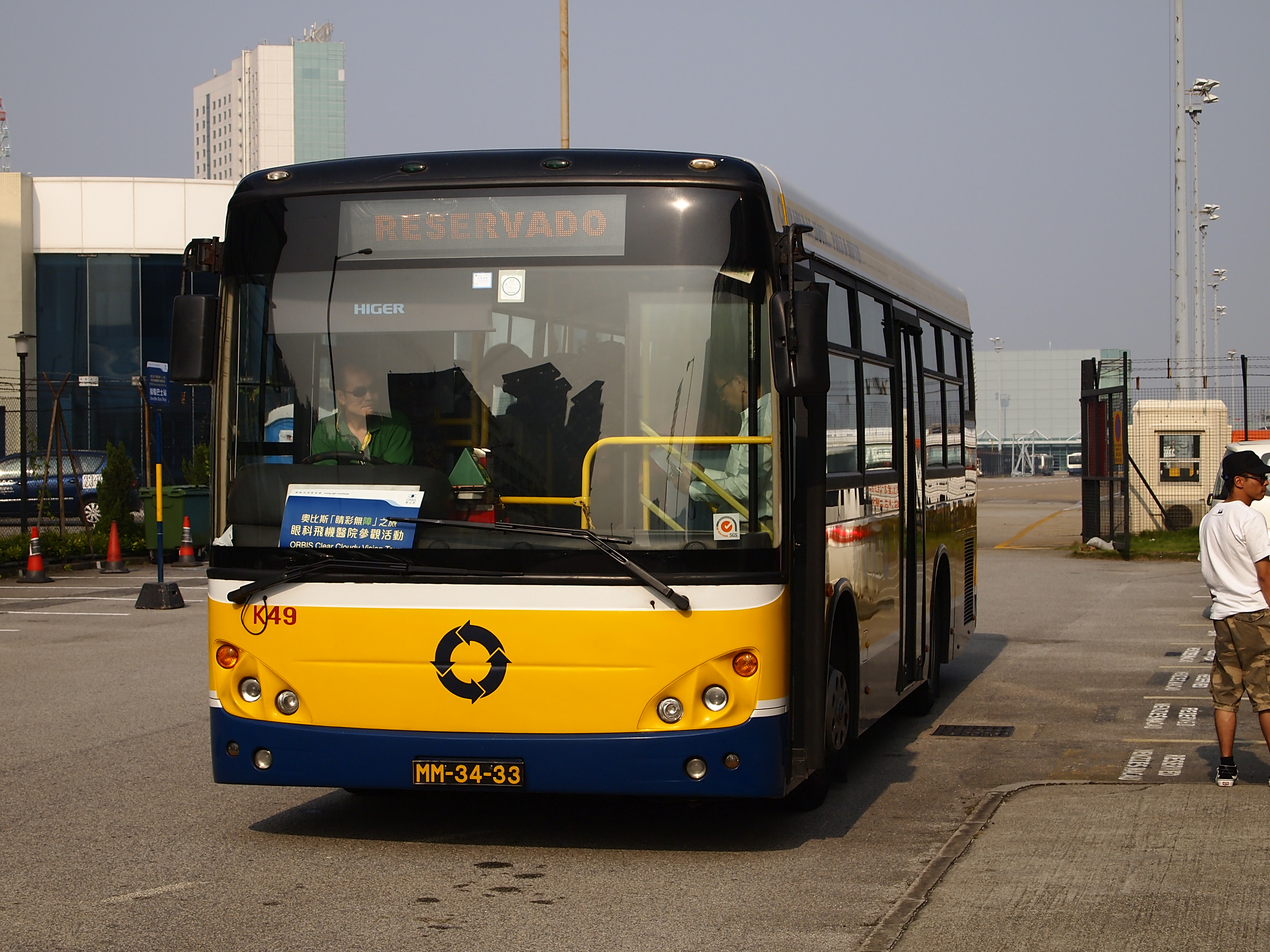
奧比斯飛機醫院活動專車

- 美高梅員工巴士路線：MC1、MC2、MC3、MC4、MC6、MM1、MM2

- 永利員工巴士路線：市區線、離島線

- 澳大環校穿梭巴士

- Hello Kitty主題巴士

- 賭場專車（只在節假日或暑假期間服務）：
  - 關閘 ↔ 澳門銀河
  - 關閘 ↔ 新濠天地
  - 關閘 ↔ 新濠影匯
  - 關閘 ↔ 新葡京
  - 上葡京 ↔ 氹仔舊城區
  - 上葡京 ↔ 新葡京
  - 星際酒店 ↔ 澳門銀河
  - 港珠澳大橋 ↔ 澳門銀河

- 颱風員工專車（只於8號風球懸掛期間服務）：
  - 美高梅颱風員工巴士
  - 星際颱風員工巴士
  - 永利澳門颱風員工巴士
  - CCT1
  - CCT2

## 現役營運公共巴士車隊
- 新福利在2012年提出的優化方案中，計劃使用巴士數目共282輛，其中135輛為大巴；46輛中巴；其餘為小巴。部分大巴更設有無障礙設施，方便殘疾人士上落。2011年新引進的部分金龍大巴設有行李架，以行駛AP1路線。
- 新福利在2024年6月30日起，所有營運公共巴士車隊實現低地台及皆為國產巴士。
- 新福利在2024年12月13日起，所有營運公共巴士車隊全數皆為增程電動。
- 截至2025年6月，新福利共有409輛巴士作日常營運，全數皆為增程電動巴士。當中包括：
  - 小巴：45輛
  - 中巴：206輛
  - 大巴：156輛
  - 特大巴：2輛

| 新福利現役營運公共巴士車隊 | 新福利現役營運公共巴士車隊 | 新福利現役營運公共巴士車隊            | 新福利現役營運公共巴士車隊 | 新福利現役營運公共巴士車隊 | 新福利現役營運公共巴士車隊   | 新福利現役營運公共巴士車隊 | 新福利現役營運公共巴士車隊 | 新福利現役營運公共巴士車隊                                 | 新福利現役營運公共巴士車隊 |
| 圖片                       | 型號                       | 車隊編號                              | 總數                       | 現役量                     | 投入服務日期                 | 車輛長度                   | 載客量                     | 行駛路線                                                   | 備註 |
| 小巴                       | 小巴                       | 小巴                                  | 小巴                       | 小巴                       | 小巴                         | 小巴                       | 小巴                       | 小巴                                                       | 小巴 |
| HE系列                     | HE系列                     | HE系列                                | HE系列                     | HE系列                     | HE系列                       | HE系列                     | HE系列                     | HE系列                                                     | HE系列 |
| -------------------------- | -------------------------- | ------------------------------------- | -------------------------- | -------------------------- | ---------------------------- | -------------------------- | -------------------------- | ---------------------------------------------------------- | --- |
|                            | 蘇州金龍KLQ6756GHEV EV     | 首批： HE601-HE635 次批： HE636-HE640 | 40                         | 40                         | 首批：2024.01 次批： 2024.08 | 7.5                        | 座位：14 企位：26 總：40   | 9、15、15S、16、28C、37                                    | - 頭牌、側牌和尾牌使用通達電牌 - HE636為全澳首部使用AC車牌的巴士 - HE636被改裝為Hello Kitty主題巴士，用於Sanrio夢幻花園活動 - 全數使用銳明報站系統 - 全數使用電動門 |
| ZE系列                     |                            |                                       |                            |                            |                              |                            |                            |                                                            | |
|                            | 中通LCK6759SHEVG EV        | ZE01-ZE05                             | 5                          | 5                          | 2023.10-11                   | 7.59                       | 座位：14 企位：25 總：39   | 28C                                                        | - 新福利首款國產製造的小巴 - 全澳首部使用AB車牌的巴士 - 規格與澳巴購入的版本大致一樣 - 中門設有輪椅斜板，但車內不設輪椅停泊區 |
| 中巴                       |                            |                                       |                            |                            |                              |                            |                            |                                                            | |
| HE系列                     |                            |                                       |                            |                            |                              |                            |                            |                                                            | |
|                            | 蘇州金龍KLQ6956GHEV EV     | HE57-HE76                             | 20                         | 20                         | 2021.11                      | 9.55                       | 座位：21 企位：39 總：60   | 17                                                         | - HE59為全澳首部使用AA車牌的巴士 - 外型與2021年7月投入服務的KLQ6116GHEV幾乎一樣，惟因採用臥置引擎，尾牌沒有縮半 - 避震器使用德國名牌ZF - 頭牌、側牌和尾牌使用通達電牌 - 全數使用銳明報站系統 - 全數使用電動門 |
|                            | 蘇州金龍KLQ6106GHEV EV     | HE201-HE240                           | 40                         | 40                         | 2022.12                      | 10                         | 座位：21 企位：39 總：60   | 4、15T、16S、17S、26、39、61、65、102X、701X               | - HE201、HE202原車隊編號為HE197、HE198 - 外型與2021年11月投入服務的KLQ6956GHEV幾乎一樣，但中門後移 - 使用縱置引擎，車尾座位減少一個 - 避震器使用德國名牌ZF - 全數使用銳明報站系統 - 全數使用電動門 |
|                            | 蘇州金龍KLQ6106GHEV1 EV    | HE241-HE346                           | 106                        | 106                        | 2023.12                      | 10.499                     | 座位：24 企位：40 總：64   | 5、5X、25、25AX、25B、25BS、26A、33、51X、102X             | - 外型與2022年12月投入服務的KLQ6106GHEV幾乎一樣，惟移除車頂整流罩及降低車身高度 - 輪椅停泊區之空間減少，從而令中門前的座位增加 - 車內改用兩塊動態報站螢幕 - 避震器使用德國名牌ZF - 全數使用銳明報站系統 - 全數使用電動門 |
|                            | 蘇州金龍KLQ6106GHEV2 EV    | HE347-HE384                           | 38                         | 38                         | 2024.11                      | 10.499                     | 座位：24 企位：40 總：64   | 5、5X、25、25AX、25B、25BS、26A、33、51X、102X、103X、701X | - 外型與2023年12月投入服務的KLQ6106GHEV1大致相同 - 全數使用銳明報站系統 - 全數使用電動門 |
| ZE系列                     |                            |                                       |                            |                            |                              |                            |                            |                                                            | |
|                            | 中通LCK6980SHEVG EV        | ZE06-ZE07                             | 2                          | 2                          | 2023.10                      | 9.77                       | 座位：22 企位：40 總：62   | 4、17                                                      | - 規格與澳巴購入的版本大致一樣 - 全澳首部使用AB車牌的巴士 |
| 大巴                       |                            |                                       |                            |                            |                              |                            |                            |                                                            | |
| HE系列                     |                            |                                       |                            |                            |                              |                            |                            |                                                            | |
|                            | 蘇州金龍KLQ6109GQHEV5 EV   | HE01-HE02                             | 2                          | 2                          | 2018.7                       | 10.87                      | 座位：25 企位：30 總：55   | 26                                                         | - 外型與2014年11月投入服務的KLQ6129GQE4一樣 - 車內座位以2+2排列，設有無障礙設施 - 車輛設有ECAS系統，方便乘客上下車 - 全數使用通達電牌及銳明報站系統 - 因超出限重規定，被禁止行走嘉樂庇總督大橋 |
|                            | 蘇州金龍KLQ6109GQHEV5 EV   | HE03-HE10                             | 8                          | 8                          | 2020.12                      | 10.88                      | 座位：29 企位：40 總：69   | 26                                                         | - 車內座位以2+2排列，設有無障礙設施 - 車輛設有ECAS系統，方便乘客上下車 - 原由銀河娛樂場股份有限公司擁有。在2020年12月開始陸續過檔至新福利，企位數增加8人 - HE09-HE10因車頂設有太陽能發電裝置，車身高度為3.4米。企位較HE03-HE08減少9個，載客量為53人。過檔新福利後，企位大幅增加至40人 - 全數使用通達電牌及銳明報站系統 - 全數使用電動門 - 因超出限重規定，被禁止行走嘉樂庇總督大橋 |
|                            | 蘇州金龍KLQ6116GHEV EV     | HE33-HE56                             | 24                         | 24                         | 2021.7                       | 11.36                      | 座位：23 企位：57 總：80   | 9A、32、72                                                 | - HE55和HE56為245KW版本，其餘為220KW版本 - 採用東風康明斯引擎，尾牌有所縮半 - 新福利首部使用趟門的巴士 - 頭牌、側牌和尾牌使用通達電牌 - 全數使用銳明報站系統 - 避震器使用德國名牌ZF - 車輛設有ECAS系統，方便乘客上下車 - 全數使用電動門 - 因超出限重規定，被禁止行走嘉樂庇總督大橋                                                                                                 |
|                            | 蘇州金龍KLQ6116GHEV2 EV    | HE81-HE140                            | 60                         | 60                         | 2022.11                      | 11.36                      | 座位：25 企位：56 總：81   | 5、9A、32、34、51、51A、72、MT4                            | - HE81、HE82原車隊編號為HE77、HE78 - 規格與新福利版本的蘇州金龍KLQ6116GHEV大致一樣 - 車輛設有ECAS系統，方便乘客上下車 - 全數使用電動門 - 因超出限重規定，被禁止行走嘉樂庇總督大橋 |
|                            | 蘇州金龍KLQ6116GHEV1 EV    | HE141-HE200                           | 60                         | 60                         | 2022.12                      | 11.36                      | 座位：26 企位：56 總：82   | 1A、34、51、51X、AP1、AP1X、MT4                            | - HE141、HE142原車隊編號為HE137、HE138 - 規格與澳巴版本的蘇州金龍KLQ6116GHEV大致一樣 - 車輛設有ECAS系統，方便乘客上下車 - 全數使用電動門 - 因超出限重規定，被禁止行走嘉樂庇總督大橋 |
|                            | 蘇州金龍KLQ6116GHEV3 EV    | HE80                                  | 1                          | 1                          | 2024.12                      | 11.36                      | 座位：26 企位：56 總：82   | 5                                                          | - 外型與KLQ6116GHEV1大致相同 |
| YE系列                     |                            |                                       |                            |                            |                              |                            |                            |                                                            | |
|                            | 宇通ZK6116SHEVPG EV        | YE01-YE02                             | 2                          | 2                          | 2021.11                      | 11.38                      | 座位：25 企位：56 總：81   | MT4                                                        | - 車頭使用「黑金剛」造型 - 全數使用銳明報站系統 - 車輛設有ECAS系統，方便乘客上下車 - 全數使用電動門 - 因超出限重規定，被禁止行走嘉樂庇總督大橋 |
| 特大巴                     |                            |                                       |                            |                            |                              |                            |                            |                                                            | |
| HL系列                     |                            |                                       |                            |                            |                              |                            |                            |                                                            | |
|                            | 蘇州金龍KLQ6186GHEV EV     | HL01-HL02                             | 2                          | 2                          | 2024.01                      | 18                         | 座位：43 企位：86 總：129  | 25BS、51                                                   | - 首批增程式電動掛接巴士 - 全澳最高載客量巴士 - 車輛設有ECAS系統，方便乘客上下車 - 全數使用電動門 - 因超出限重規定，被禁止行走嘉樂庇總督大橋 - 車頭使用「蔚藍」造型 |

## 非營運公共巴士車隊
| 新福利現役非營運公共巴士車隊 | 新福利現役非營運公共巴士車隊 | 新福利現役非營運公共巴士車隊                             | 新福利現役非營運公共巴士車隊 | 新福利現役非營運公共巴士車隊 | 新福利現役非營運公共巴士車隊 | 新福利現役非營運公共巴士車隊 | 新福利現役非營運公共巴士車隊 | 新福利現役非營運公共巴士車隊 | 新福利現役非營運公共巴士車隊 | 新福利現役非營運公共巴士車隊 |
| 圖片                         | 型號                         | 車隊編號                                                 | 總數                         | 現時數量                     | 服務年份                     | 車長                         | 載客量                       | 備註 |                              |                              |
| 小巴                         | 小巴                         | 小巴                                                     | 小巴                         | 小巴                         | 小巴                         | 小巴                         | 小巴                         | 小巴 | 小巴                         | 小巴                         |
| ---------------------------- | ---------------------------- | -------------------------------------------------------- | ---------------------------- | ---------------------------- | ---------------------------- | ---------------------------- | ---------------------------- | --- | ---------------------------- | ---------------------------- |
|                              | 三菱 Rosa BE639J             | R257、R260                                               | 2                            | 2                            | 2003                         | 7.73                         | 座位：20 企位：15 總：35     | - 在2014年6月起改為新福利工程車 |                              |                              |
|                              | 三菱 Rosa BE641J             | R365、R367、R368                                         | 3                            | 3                            | 2014                         | 7.73                         | 座位：20 企位：15 總：35     | - 在2024年2月起改為包車 |                              |                              |
|                              | 三菱 Rosa BE439F             | R139                                                     | 1                            | 1                            | 1993                         | 6.95                         | 總：22                       | - 新福利駕駛學校D1訓練車 - 本車是新福利唯一，且澳門最後一輛在二十世紀服務至今還未退役的巴士 |                              |                              |
|                              | 蘇州金龍 KLQ6759AR           |                                                          | 2                            | 2                            | 2014、2016                   | 7.545                        | 總：29                       | - 新福利駕駛學校D2訓練車 |                              |                              |
| 中巴                         |                              |                                                          |                              |                              |                              |                              |                              | |                              |                              |
|                              | 蘇州金龍KLQ6960GQE5          | K376-K378、K379、K380-K385、K393、K395-K396、K398、K400  | 25                           | 25                           | 2017.9-2018.1                | 9.63                         | 座位：23 企位：38 總：61     | - 車內座位以2+2排列，設有無障礙設施 - 引擎使用濰柴WP7.240E51，波箱使用Voith DIWA 854.5 - K378-K379、K383-K384、K393、K400使用通達電牌 - K391-K400為第二批次巴士，車内採用灰色防滑地板 - 部分轉為非營運車隊，車身顏色轉為金色 |                              |                              |
| 大巴                         |                              |                                                          |                              |                              |                              |                              |                              | |                              |                              |
|                              | 蘇州金龍 KLQ6108GQ30         | K126-K210、K239-K253                                     | 100                          | 100                          | 2011.8                       | 10.66                        | 座位：31 企位：40 總：71     | - 在2016年9月起改為包車接送 - 部分於2019年3月起改為包車接送，並在2024年2月起全數退役 - 引擎使用Cummins ISDB245，波箱使用Voith DIWA 851.3 - 使用通達電牌及藍斯報站系統 - 受舊大橋限重規定，2017年11月起，企位數由原來的40人減少一個至39人。總重由15噸降至14.935噸 |                              |                              |
|                              | 蘇州金龍 KLQ6108GQ28         | K211-K238                                                | 28                           | 28                           | 2011.8                       | 10.66                        | 座位：29 企位：42 總：71     | - 設有無障礙設施 - 引擎使用Cummins ISDB245 - 使用Voith DIWA 851.3E變速箱 - 只有K231改為非營運車輛，並在2024年2月全數退役，其餘營運車隊則在2023年上旬退役。 - 為符合大橋限重規定，在2017年11月起，企位由42人減少一個至41人。總重由15噸降至14.935噸 |                              |                              |
|                              | 蘇州金龍KLQ6108GQ28E4        | K254-K308                                                | 55                           | 55                           | 2013                         | 10.66                        | 座位：29 企位：42 總：71     | - 設有無障礙設施，並裝有尿素SCR處理系統 - 引擎使用Cummins ISDB245，波箱使用Voith DIWA 854.5 - 外型及內部與2011年購入的KLQ6108GQ28一樣 - K279使用通達電牌及銳明報站系統 - K266、K276-K277、K280-K282、K291、K294、K305使用通達電牌及藍斯報站系統 - 其它車輛使用藍斯電牌及藍斯報站系統 - 為符合大橋限重規定，在2017年11月起，企位由42人減少一個至41人。總重由15噸降至14.935噸 |                              |                              |
|                              | 蘇州金龍KLQ6108GQE5          | K341-K355                                                | 15                           | 15                           | 2016.10                      | 10.66                        | 座位：23 企位：50 總：73     | - 車內座位以2+1排列，所有巴士均設有無障礙設施 - 引擎使用Cummins ISDB245，波箱使用Voith DIWA 854.5 - 外型與2016年4月購入的KLQ6108GQ28E4一樣 - 所有頭牌顏色改為橙黃色。側牌、尾牌不變 - 為符合大橋限重規定，在2017年11月起，企位由50人減少1人至49人。總重由15噸降至14.935噸 - 其中K355車身披上綠色的博企廣告                                                                  |                              |                              |
|                              | 蘇州金龍KLQ6108GQE5          | K356-K375                                                | 20                           | 20                           | 2017.9                       | 10.86                        | 座位：30 企位：36 總：66     | - 車內座位以2+2排列，所有巴士均設有無障礙設施 - K358-K359、K361-K362、K364-K366、K372、K375使用通達電牌 - 引擎使用Cummins ISDB245，波箱使用Voith DIWA 854.5 - 外型與2016年4月購入的KLQ6108GQ28E4一樣 - 為符合大橋限重規定，在2017年11月起，企位由36人減少1人至35人。總重由15噸降至14.935噸                                                                                  |                              |                              |
|                              | 蘇州金龍KLQ6108GQE5          | K401-K415                                                | 15                           | 15                           | 2018.1                       | 10.86                        | 座位：30 企位：35 總：65     | - 車內座位以2+2排列，所有巴士均設有無障礙設施 - K408、K409、K415使用通達電牌 - 引擎使用濰柴 WP7.240E51，波箱使用Voith DIWA 854.5 - 外型與2016年4月購入的KLQ6108GQ28E4一樣 - 為符合大橋限重規定，在投入營運時已將企位由36人減少1人至35人。總重由15噸降至14.935噸 |                              |                              |
|                              | 宇通ZK6128HG                 | Y01-Y10                                                  | 10                           | 10                           | 2017.5                       | 12.0                         | 座位：23 企位：66 總：89     | - Y01為車長訓練車 - 車內座位以2+1排列，設有無障礙設施 - 車輛設有ECAS系統，方便乘客上落車 - 因超出限重規定，被禁止行走嘉樂庇總督大橋 - 部分轉為非營運車隊，車身顏色轉為金色 |                              |                              |
|                              | 蘇州金龍KLQ6108GQ28E4        | K317-K319、K322、K323、K328、K329、K332、K333、K335-K340 | 25                           | 25                           | 2016.4                       | 10.66                        | 座位：28 企位：41 總：69     | - 設有無障礙設施，並裝有尿素SCR處理系統 - 引擎使用Cummins ISDB245，波箱使用Voith DIWA 854.5 - 設有無障礙設施，並裝有尿素SCR處理系統 - K316為車長訓練車 - 首次使用新車身顏色的巴士 - 首次在車尾電牌提供轉向、停車等訊息 - 所有頭牌顏色改為橙黃色。側牌、尾牌不變 - 為符合大橋限重規定，企位減少1人至41人。總重由15噸降至14.935噸                                             |                              |                              |
|                              | 蘇州金龍KLQ6109GQ            | K416-K425                                                | 10                           | 10                           | 2020.12                      | 10.88                        | 座位：29 企位：39 總：68     | - 外型與2020年12月投入服務的KLQ6109GQHEV5一樣 - 車輛設有ECAS系統，方便乘客上下車 - 全數使用通達電牌及藍斯報站系統 - 新福利車隊最後一款海格柴油巴士 - 全數使用電動門 |                              |                              |
|                              | 宇通ZK6116HG                 | Y11-Y20                                                  | 10                           | 10                           | 2020.12                      | 10.84                        | 座位：28 企位：39 總：67     | - 外型與2017年5月投入服務的ZK6128HG一樣 - 車輛設有ECAS系統，方便乘客上下車 - 全數使用通達電牌及藍斯報站系統 - 新福利車隊最後一款宇通柴油巴士 |                              |                              |
| 特大巴                       |                              |                                                          |                              |                              |                              |                              |                              | |                              |                              |
|                              | 宇通ZK6180HGH                | YL01                                                     | 1                            | 1                            | 2018.1                       | 18.26                        | 座位：36 企位：83 總：119    | - 新福利及港澳首批18米掛接特大巴 - 引擎使用Cummins ISM11E5-345，波箱使用ZF EcoLife 6AP1700B - 車輛設有ECAS系統，方便乘客上下車 - 曾經有兩次因波箱故障而停駛 - 因超出限重規定，被禁止行走嘉樂庇總督大橋 |                              |                              |

## 已退役車隊
| 新福利已退役車隊 | 新福利已退役車隊                         | 新福利已退役車隊                                     | 新福利已退役車隊 | 新福利已退役車隊 | 新福利已退役車隊 | 新福利已退役車隊 | 新福利已退役車隊                                                                 | 新福利已退役車隊 |
| 圖片             | 產地與型號                               | 車隊編號                                             | 總數             | 投入服務年份     | 退役年份         | 車長             | 載客量                                                                           | 備註 |
| 小巴             | 小巴                                     | 小巴                                                 | 小巴             | 小巴             | 小巴             | 小巴             | 小巴                                                                             | 小巴 |
| ---------------- | ---------------------------------------- | ---------------------------------------------------- | ---------------- | ---------------- | ---------------- | ---------------- | -------------------------------------------------------------------------------- | --- |
|                  | 日本日產 · Civilian MGW40                | C01-C06                                              | 6                | 1988             | 1999-2006        | 6.22             | 座位：22 企位：11 總： 33                                                        | - C01-C06原為福利公共汽車訂購，新車時並不設空調系統，後來才加設 - C05及C06退役後被改為錢箱車及員工巴士 - 在2004年至2018年2月進行拆解 |
|                  | 日本三菱 · Rosa（單門／雙門）            | R01-R138、R140-R257、R258-R259、R261-R326、R327-R370 | 323              | 1988-2014        | 2000-2024        | - 6.95 - 7.73    | - 座位：20 企位：12 總：32 - 座位：21 企位：12 總：33 - 座位：20 企位：15 總：35 | - R121、R123及R135退役後被改為錢箱車及司機培訓車 - R57、R130、R133在2004年11月至2005年起設有行李架，座位數目改為14個 - R207-R211在2004年6月起設有行李架，座位數目改為18個 - R259在2007年7月至11年7月初設有行李架後座位數目減至15個，以行駛AP1路線 - R291及R277分別於2009年及2012年因交通意外退役 - R262、R264-R266、R269、R271-R273、R276、R278、R281、R283、R284、R286、R288、R290已在2014年退役 - R289、R295、R306、R308、R316因2017年天鴿風災嚴重受損而退役 - 已退役的R226在2018年4月被發現在香港元朗錦田停泊 - 部分在2000年至2018年2月進行拆解 - R303、R309及R321曾經拆除前排四個座位，用作安裝行李架，方便行駛AP1路線 - R322-R326於2024年3月退役 - R327-R370於2024年4月至6月退役 |
|                  | 日本豐田 · Coaster                       | C07-C12                                              | 6                | 1994             | 1994-2006        | 6.99             | 座位:：19 企位：13 總：32                                                        | - C07服役半年後退回豐田 - 其餘在2009年進行拆解 |
| 中巴             |                                          |                                                      |                  |                  |                  |                  |                                                                                  | |
|                  | 巴西 / 英国 奔驰 · Vario O814            | B01-B30                                              | 30               | 1997-1998        | 2009-2010        | 8.0              | 座位：19 企位：30 總：49                                                         | - 英國Plaxton雙門車身，底盤為巴西製造 - 引擎使用Mercedes-Benz OM 904 LA - 波箱使用Allison AT545 - 除B05外，全數在2018年2月進行拆解 |
|                  | 英国 / 埃及 亞歷山大丹尼士 · 飛鏢SLF     | D11-D30                                              | 20               | 2004-2005        | 2016-2020        | 10.118           | 座位：28 企位：35 總：63                                                         | - 配埃及MCV Stirling車身，並在新加坡順洲車身廠裝配 - 引擎使用Cummins ISBe220 - D11-D20使用Allison AT545波箱 - D21-D30使用Voith DIWA D851.3波箱 - D18、D28更換新車身顏色 - D20在2016年12月份退役 - D11、D13、D15、D16、D19及D28因2017年天鴿風災嚴重受損而退役 - D24於2018年7月退役 - 其餘在2020年退役 - 在2018年2月至2021年8月進行拆解 |
|                  | 中国 蘇州金龍（海格） · KLQ6930G         | K36-K85                                              | 50               | 2007-2008        | 2011-2016        | 9.28             | 座位：28 企位：34 總：62                                                         | - 引擎使用東風康明斯Cummins EQB210-20 - 波箱使用 Voith DIWA 851.3 - 全數在2018年2月進行拆解 |
| 大巴             |                                          |                                                      |                  |                  |                  |                  |                                                                                  | |
|                  | 日本/ 英屬香港 五十鈴 · JCR460ZZ         | S01-S10                                              | 10               | 1988             | 2004-2005、2014  | 10.0             | 座位：38 企位：19 總：57                                                         | - S01-S10原於1983及1984年投入服務 - S01至S04配香港黃明車身 - S05至S10配香港新亞車身 - S03退役後被改為司機培訓車 - S05已於2014年初除牌 - 全數在2018年2月進行拆解 |
|                  | 日本/ 英屬香港 三菱扶桑 · BK125L         | F01-F30                                              | 30               | 1989             | 2009-2011        | 10.4             | 座位：43 企位：30 總：73                                                         | - 配香港捷聯車身，空調系統使用富士重工獨立開關空調 - F21、F26、F28於2011年7月份退役，在此之前用作行走賽馬會包車服務 - 引擎使用Mitsubishi 6D14 - 波箱使用Mitsubishi手排波箱或Allison AT545自動波箱 - F18及F23改配Allison自動波箱 - 在2009年至2018年2月進行拆解 |
|                  | 英国 丹尼士 · 飛鏢                       | D01-D10                                              | 10               | 1995             | 2011.7           | 9.8              | 座位：32 企位：28 總：60                                                         | - 配英國Plaxton Pointer車身 - 在2003年沙士疫情結束後，此車車窗由全封閉式改為頂部設透氣小窗。其後一度停廠一段時間，待新一批Dennis巴士投入服務後復出 - 在2009年起陸續更換電牌 - 引擎使用Cummins 6BT - 波箱使用Allison AT545 - 全數在2018年2月進行拆解 |
|                  | 德国 / 西班牙 猛獅 · 13.230 HOCL/R       | M01-M10                                              | 10               | 1997             | 2011.7           | 10.3             | 座位：34 企位：31 總：65                                                         | - 配西班牙Hispano車身 - 在2003年沙士疫情結束後，此車車窗由全封閉式改為頂部設透氣小窗。因其中4部巴士的電腦板故障，在2006年12月份起停駛留廠。其後德國MAN總部找到合適的配件，派出技術人員前往維修。隨後在2009年1月份起復出，且更換為上海凱倫橙色電牌。空調系統由Sutrak改為Carrier - 引擎使用MAN D2866 - 波箱使用ZF 5HP550 - 全數在2018年2月進行拆解 |
|                  | 英国 / 埃及亞歷山大丹尼士 · 飛鏢SLF 11米 | D31-D50                                              | 20               | 2005             | 2017.8-2021.7    | 11.023           | 座位：32 企位：45 總：77                                                         | - 新福利以至澳門最後一批英製公共巴士 - 配埃及MCV Stirling車身，並於新加坡順洲車身廠裝配 - 引擎使用Cummins ISBe220 - 波箱使用Voith DIWA D851.3 - D32、D35、D37-D42、D47、D50更換新車身顏色 - D31、D44、D47、D48因2017年天鴿風災嚴重受損而退役，並於2018年2月進行拆解 - 其餘車輛於2021年8月至12月進行拆解 - D40和D43分別在2021年7月3日和7月6日行走完32路線後，正式退役 |
|                  | 中国廈門金龍 · XMQ6103G                  | K01-K05                                              | 5                | 2005             | 2011.7           | 10.3             | 座位：31 企位：36 總：67                                                         | - 新福利首批中國製公共巴士 - 引擎使用東風康明斯ISCe260 - 波箱使用Allison - 全數在2018年2月進行拆解 |
|                  | 中国 蘇州金龍（海格） · KLQ6101G         | K06-K35                                              | 30               | 2006             | 2011.7           | 10.25            | 座位：30 企位：36 總：66                                                         | - K14在2008年焚毀退役 - 引擎使用東風Cummins EQB210-20，波箱使用 Voith DIWA 851.3 - 其餘全數在2018年2月進行拆解 |
|                  | 中国黃海 · DD6109S01                     | W01                                                  | 1                | 2007             | 2011.7           | 10.49            | 座位：30 企位：36 總：66                                                         | - 澳門首部，亦是迄今為止唯一一輛黃海客車 - 空調系統使用日本Denso產品 - 在2009年，因巴士車頭擋風玻璃破裂，一度停廠四個月 - 引擎使用Cummins ISMe - 波箱使用Voith - 在2018年2月進行拆解 |
|                  | 中国 蘇州金龍（海格） · KLQ6101GE3       | K86-K100                                             | 15               | 2008             | 2021.1           | 10.25            | 座位：30 企位：36 總：66                                                         | - 曾於2011年8月至2012年2月期間停駛 - 曾使用綠色磁牌及橙色電牌 - 引擎使用東風Cummins - 波箱使用 Voith DIWA 851.3 - 外型與2006年購入的KLQ6101G一樣 - 在2021年1月進行拆解 |
|                  | 蘇州金龍KLQ6126G                         | K101-K115                                            | 15               | 2008-2009        | 2022.6 - 2024.1  | 12.0             | 座位：37 企位：53 總：90                                                         | - K101-K105曾使用綠色磁牌 - K102及K104曾使用上海鴻隆綠色磁牌，後使用新款電牌及藍斯報站系統 - K105-K106、K110-K112使用通達電牌及藍斯報站系統 - K106曾一度使用藍底紅字彩色電牌 - 引擎使用Cummins ISLe 293，波箱使用Voith DIWA 851.3 - 外型與2006年購入的KLQ6101G一樣 - 部分在2019年起改為包車接送 - 在2022年6月全面退出營運路線 |
|                  | 蘇州金龍 KLQ6930GE3                      | K116-K125                                            | 10               | 2009             | 2024.1           | 9.59             | 座位：29 企位：37 總：66                                                         | - 在2016年5月7日起改為包車接送 - 引擎使用東風Cummins，波箱使用 Voith DIWA 851.3 - 在2020年6月份曾短暫復出行駛4、39路線 - 外型與2007年購入的KLQ6930G一樣 - 全數使用通達電牌及藍斯報站系統 |
|                  | 蘇州金龍KLQ6129GQE4                      | K310-K315                                            | 6                | 2014.10          | 2022.12-2024.09  | 12.0             | 座位：35 企位：44 總：79                                                         | - 設有無障礙設施，並裝有尿素SCR處理系統 - 引擎使用Cummins ISDe270，波箱使用Voith DIWA 854.5 - 全數使用藍斯電牌及藍斯報站系統 - 因超出限重規定，被禁止行走嘉樂庇總督大橋 - K309在2022年5月改為澳大穿梭巴士之用車；在2024年2月行駛銀河發財巴，後只作包車服務用途 - K309於2024年8月至11月改為寵物展覽包車，乘客可攜帶寵物上車 |
|                  | 蘇州金龍KLQ6115GQ                        | H01-H40                                              | 30               | 2016.09          | 2023.12-2024.11  | 11.3             | 座位：23 企位：57 總：80                                                         | - 澳門首款三門低地台大巴 - H40在2016年10月13日投入服務 - 車內座位以2+1排列，設有無障礙設施 - 車輛設有ECAS系統，開門時會向左下降約50mm，令巴士與地面的距離縮小至340mm，方便乘客上下車 - 引擎使用Cummins ISL8.9 280B，變速箱使用Voith DIWA 854.5 - 所有頭牌顏色改為橙黃色。側牌、尾牌不變 - 因超出限重規定，被禁止行走嘉樂庇總督大橋 |

- 部分福利引進的巴士，曾短暫過渡新福利，但未獲新福利任何車隊編號。其中包括：30部布里斯托L5G、2部利蘭亞比安EVK55CL、16部日產Civilian GHQC340、6部利蘭Albion Viking EVK55DL、9部利蘭Albion Viking EVK55EL

## 測試車隊／未曾營運公共服務的車隊
| 新福利測試車隊 | 新福利測試車隊           | 新福利測試車隊       | 新福利測試車隊 | 新福利測試車隊 | 新福利測試車隊 | 新福利測試車隊 | 新福利測試車隊           | 新福利測試車隊                                                                | 新福利測試車隊 |
| 圖片           | 型號                     | 車種                 | 總數           | 引入澳門年份   | 離開澳門年份   | 車長           | 載客量                   | 備註                                                                          |                |
| -------------- | ------------------------ | -------------------- | -------------- | -------------- | -------------- | -------------- | ------------------------ | ----------------------------------------------------------------------------- | -------------- |
|                | 廣通汽車 GTQ6750SHEVB30  | 增程型電動低地台小巴 | 1              | 2021.1         | 2021           | 7.5            | 座位：27 企位：20 總：37 | - 巴士可行走十月初五街轉沙欄仔街彎。原屬澳巴測試車輛，2021年5月交予新福利測試 |                |
|                | 廣通汽車 GTQ6111SHEVBT30 | 增程型電動低地台大巴 | 1              | 2021.1         | 2021           | 10.5           | 座位：22 企位：46 總：68 | - 巴士可行駛於舊大橋。由新福利派出人員進行實地測試，2021年5月轉往澳巴測試     |                |

|  | 蘇州金龍（海格） KLQ6109GQHEV5 | 增程型電動低地台大巴 | AE01-AE22 | 22 | 2020 | 10.88 | 座位：31 企位：31 總：62 | - 原由新福利在2018年訂購。在2019年，因應巴士合同原因，特區政府暫不批准巴士公司引進新車。後在2020年2月份，此批巴士抵澳後，新福利改為旗下之AA旅遊公司進行營運。並以銀河娛樂場股份有限公司名義進行註冊登記。 - 其中八輛在2020年12月因應配合新巴士合同落實，正式過檔新福利。當中兩輛配備太陽能供空調系統電源裝置 - 因配合新巴士合同規定，所有車輛色彩陸續轉為金色 |

## 車隊編號
| 編號 | 意思                                                            | 序號                             | 服役年份  |
| ---- | --------------------------------------------------------------- | -------------------------------- | --------- |
| AE   | 非公共服務車隊 由AA旅遊公司派出車長營運的增程電動Electrical巴士 | AE01-AE22                        | 2022-     |
| B    | Mercedes-Benz 平治品牌的巴士                                    | B01-B30                          | 1997-2010 |
| C    | Nissan Cvilian、Toyota Coaster 日產及豐田品牌的巴士             | C01-C12                          | 1988-2006 |
| D    | Alexander Dennis 丹尼士品牌的巴士                               | D01-D50                          | 1995-2021 |
| F    | Mitsubishi Fuso 三菱FUSO品牌的巴士                              | F01-F30                          | 1989-2011 |
| H    | Higer 蘇州金龍（海格）品牌的三門巴士                            | H01-H40                          | 2016-2024 |
| HE   | Higer-Electrical 蘇州金龍（海格）品牌的增程電動巴士             | HE01-HE78 HE80-HE384 HE601-HE640 | 2018-     |
| HL   | Higer-Electrical-Long 蘇州金龍（海格）品牌的增程電動鉸接巴士    | HL01-HL02                        | 2024-     |
| K    | King Long 廈門金龍／蘇州金龍品牌的巴士                          | K01-K425                         | 2005-     |
| M    | MAN 猛狮品牌的巴士                                              | M01-M10                          | 1997-2011 |
| R    | Mitsubishi Rosa 三菱ROSA品牌的巴士                              | R01-R370                         | 1988-     |
| S    | ISUZU 五十鈴品牌的巴士                                          | S01-S10                          | 1988-2014 |
| W    | Wong Hoi（粵語拼音） 黃海品牌的巴士                             | W01                              | 2008-2011 |
| Y    | Yutong 宇通品牌的巴士                                           | Y01-Y20                          | 2017-     |
| YE   | Yutong-Electrical 宇通品牌的增程電動巴士                        | YE01-YE02                        | 2021-     |
| YL   | Yutong-Long 宇通品牌的鉸接巴士                                  | YL01                             | 2017-     |
| ZE   | Zhongtong-Electrical 中通品牌的增程電動巴士                     | ZE01-ZE07                        | 2023-     |

## 爭議和批評

### 新巴士服務模式前

#### 疑似官商勾結事件
- 1997年，新福利獲澳門政府批給一幅筷子基林茂塘的土地用作巴士總站及修理廠，及後新福利集團以1.6億澳門元的溢價金把該地段轉到同為廖氏兄弟廖澤雲、廖僖芸旗下的新天康投資股份有限公司名下，該公司其後重點投資於房地產業務，用以興建豪宅海擎天。此舉被部份人士認為是不合理交易，原因是新福利集團持有人本為時任澳門行政長官何厚鏵先父何賢，及後售予廖氏兄弟繼續經營，而廖澤雲亦為澳門行政委員，與何厚鏵關係密切。因而令此次事件引起一些社會議論。[33][34][35]而澳門特別行政區政府亦發出聲明，解釋當中因由，以正視聽。惟部份立法會議員仍然抗爭，要求政府規定該公司將盈利轉向巴士業務。[36]

#### 有乘客投訴站牌指示不清
- 2009年10月，有乘客反映在蓮花口岸擬到海洋花園，因見站牌標示36路線會經蓮花口岸到海洋花園，結果等了半小時依然等不到，期間查詢途經蓮花口岸的26線新福利司機，回覆也稱36路線會經此處，及後50線司機卻稱不經此處，最終致電新福利公司，接聽電話的也要一再查詢才證實36線不到蓮花口岸，認為站牌指示不清，且員工也對線路不太熟悉。新福利稱會跟進有關情況。[37]

#### 6路線巴士班次不足
- 澳門日報報導有居民投訴在高士德大馬路培正巴士站搭車前往司打口上班，但唯一可直接到達的6線，每次候車時間往往要15分鐘以上，並指經常聽到不少乘客抱怨。而候車巴士站牌上註明6線班次是15至18分鐘一班車，認為班次非常少，並指每天上午8時半或下午2時半上班高峰時間，有不少上班人士及長者要到山頂醫院看病，而6路線所經的站達數十個之多，全程要一小時以上，對於等候車輛到站十五分鐘以上的長者來說非常辛苦。[38]

#### MT2線巴士班次不足，站長態度不友善，熱線電話無人聽
- 澳門日報讀者在報章投訴，新福利MT2線總站站長服務欠佳，另外，指MT2線巴士班次疏，本身不足10分鐘的行程卻要候車30分鐘。同時亦批評巴士公司路線查詢電話晚上無人接聽，批評巴士24小時運作，查詢路線服務卻只限於辦公時間內。[39]

### 新巴士服務模式後

#### 巴士重量問題
- 新福利在2014年前購入的大量巴士均超過或等於15噸，相關型號大巴均超出嘉樂庇總督大橋的重量限制15噸，而澳門特區政府卻讓有關巴士行駛了多年，令人懷疑政府明知道卻不予以阻止。事後交通事務局局長林衍新接受力報訪問時稱，據法律規定，包括剛好15噸，或超出15噸以上的重型車輛一律禁止於嘉樂庇總督大橋行駛，但據他理解本身巴士淨重是少於所規限的15噸規定，但由於有時載客人數較多，故有機會超出限制重量，最終林衍新稱為了公眾安全及尊重法律，最近已開始將有關巴士換為較輕型的巴士，同時已與巴士公司溝通，減少企位或座位，以確保巴士在15噸以下。但林衍新強調，因大橋本身設計有安全系數，即使巴士稍超出限制重量，對安全亦不會造成太大影響。[40]

#### 車長酒後駕駛
- 2014年3月1日晚上10時半，新福利一名56歲姓曾巴士司機駕駛大巴於城市日大馬路調頭時撞毀交通符號路牌。附近正進行查車的治安警察局警員到場後，證實姓曾巴士司機體內每公升血液酒精含量2.13克，遠超法例標準，遂以涉嫌醉駕罪將其拘捕。初級法院於同年3月4日裁定姓曾巴士司機罪成，判處即時入獄5個月，禁止駕駛1年6個月。[41]

- 不足半年，即2014年10月11日清晨5時，新福利一名51歲姓吳巴士司機駕駛大巴沿西灣湖景大馬路往媽閣方向行駛，至近西灣大橋底與私家車相撞。事發後，治安警察局驗出吳姓巴士司機體內酒精含量0.65克，涉受酒精影響下駕駛。新福利回應時稱，涉事車長被判罰2000澳門元。而交通事務局發出新聞稿，強調十分關注有巴士司機涉嫌酒後駕駛，已要求新福利一周內提交報告。[42]

#### 禁眼疾乘客攜帶導盲犬乘車
- 2017年2月，有網上社交專頁反映，有嚴重眼疾乘客想乘搭新福利巴士時，被禁止攜帶「導盲犬」，更有職員向其說出侮辱說話，在場司機、站長均指公司政策禁止乘客帶任何狗隻上車，事主感到十分傷心，更指激動到當場落淚，最終乘搭新時代巴士離開。新福利事後回應時對此表示歉意，稱未有收到事主親自投訴，對事件非常重視，新福利對乘客攜同導盲犬上巴士是持開放態度，認同這是照顧殘疾人士的需要。但由於導盲犬與一般狗隻不易區分，今次事件估計是車長對導盲犬的認知不深所引起，會加強前線人員的培訓教育，指示各位車長不應拒絕陪同視障人士乘車的領行狗隻進入車內，並盡量協助殘疾人士上車。[43]

#### 巴士在車頭有人情況下強行開車推撞人衝突
- 2017年5月7日，一輛由新福利行駛，用途為賭場酒店的員工巴士，在黑沙環馬場東大馬路開出時，巴士駛離站點，有員工強行要求上車，車長拒絕，員工就站在車頭，導致巴士無法前進；但司機及後竟在車頭站著人的情況下向前開車，企圖推開酒店員工。最終司機有停車，及由警察到場調解。新福利事後發出新聞稿，指承認事件，更表示即時將涉及事件的司機作停職處理。[44]

#### 「近關閘」問題
- 自「天鴿」風災後，關閘總站需要關閉作整修，期間以關閘為總站或途經關閘的路線調往關閘附近的站點或取消途經關閘。不久後，為吸引客量，新時代及新福利均在原本以關閘為總站的路線加上「近關閘」字眼。然而這一舉動卻引起一輛分市民及遊客不滿，認為這樣做根本是在誤導乘客。及後因有市民於澳門電台澳門講場中反映上述問題後，新福利稱同行的澳巴亦顯示了該字眼，於是澳巴把全部含有「近關閘」的字眼取消，但新福利卻沒有這樣做，並在官方網站個案跟進中表示，根據國家標準GB50220-95，在300至500米步行範圍內可顯示為「近關閘」。[45]，由於牧場街總站位於關閘廣場的300米半徑範圍內，故相關路線之目的地指示牌亦有標示「近關閘」，與此同時，新福利於車內設有廣播提示，提醒前往關閘的乘客落車。[46] 但有網友指出，原來新福利所指的國家標準GB50220-95，已被中華人民共和國住房和城鄉建設部於2018年作出公示廢止，後來新福利不再官方網站個案跟進中標出按照國家標準，僅回應會適時研究及完善巴士路線指示牌的表述方式，以便乘客閱讀。

#### 四四更車長接連猝死，社會擔憂車長工作過勞
- 2021年6月14日，一名約30多歲擔任「四四更（由上午6時至晚上8時工作，中段休息四小時）」車長於家中猝死。新福利於6月15日傍晚證實該事件，對事件感到難過，並表示該車長已擔任 「四四更」11個月，已習慣該更位作息。該車長於5月休息共5天、1天勞工假，事發前一日有休假。事發當日車長完成了「四四更」上午更位，下午取車後感覺不適，請假休息，後在家中「一睡不醒」，其後送院搶救後不治。新福利表示在「四四更」的更位中段有三至四小時休息，且有特別津貼，並認為「四四更」受車長歡迎。事件引起社會對巴士司機是否過勞的關注，所謂「四四更」工作引起澳門道路或公共交通存在重大安全疑慮、車長的待遇以至休息時間和整體城市公共交通規劃上出現嚴重問題。[47]

- 事隔不足一個月後，2021年7月8日，網上證實再有「四四更」車長於家中猝死。新福利於公告中提及有關車長於去年10月入職，有足夠休息時間，工作態度積極認真、表現良好。驚聞噩耗，公司上下同事均感到極其悲痛及不捨，公司會持續關注其他同事的身心健康情況，適時提供心理輔導支援，以及根據同事的身體狀況作合適的更位安排。誠希各位市民給予時間、空間予公司與家屬處理事件，不要作過多的揣測。願逝者安息。[48][49]

#### 新福利將關閘總站改為油站用途
- 2021年8月，網上有人報導新福利於關閘總站為巴士入油，引發安全疑慮。交通事務局獲悉後回覆傳媒，稱已向新福利發出警告並嚴正指出禁止在巴士站點進行入油操作，正進一步調查並會按合同跟進處理。[50]

#### 新福利站長毆打候車乘客
- 2022年3月11日，網上社交媒體貼出影片，顯示新福利華大新村站長毆打乘客。新福利事後回應承認發生事件，稱於2021年12月2日晚上發生，並謂站長與乘客發生拉扯，在知悉事件後即時跟進，並對於站長未能妥善處理事件作出嚴肅教育及處分，惟站長不接受教育並選擇離職。由此引起公眾的不安及站長的魯莽行為，新福利深表歉意。[51]

#### 車廂場所碼錯誤令市民變黃碼
- 2022年7月29日，有網友表示，新福利有巴士同時張貼不同車牌的場所碼，及後有記者在澳門疫情記者會也查詢有市民因此而被錯誤判斷共同軌跡而健康碼變成黃碼。新福利及後發出回應，承認工作人員張貼時不慎，導致同一車廂出現兩個車牌的場所碼，獲悉消息後本司已立即予以糾正，再次檢視其他車輛的場所碼張貼情況，暫未再有發現類似情況。就今次事件新福利表示已深刻檢討，並就相關疏失為乘客帶來的不便表示歉意。[52]

## 衛生事件

### 新福利巴士扶手柱傳病毒引發本土疫情爆發
- 2021年10月，衛生局經基因排序，確認兩個本土感染個案的群組（保安群組、裝修群組）基因排序相同，同樣是感染Delta變異病毒株，及後第72例至第75例被修訂為境外移入相關聯個案。[53]

- 衛生局時任傳染病防制暨疾病監測部協調員梁亦好稱，根據流行病學調查、共同軌跡和基因比對，發現第66例確診者（保安群組，尼泊爾籍外僱）和第74例確診者（裝修群組，越南籍外僱），曾在2021年9月24日晚上6時乘搭同一新福利25路線巴士，車牌為MX-45-51（車隊編號K412）約14分鐘，期間兩者站在旁邊和坐在前後座位。根據車內監控證實二人均曾觸摸車廂內同一條扶手柱，認為二人有空間和時間上的交集，不排除因此受到感染。而第72、73、74、75例的確診者，即裝修群組的四人，與之前的醫觀酒店確診的保安群組病毒基因排序100%相同，均為Delta病毒，證實為同一病源。[54][55]

### 車長確診新冠肺炎
- 2022年7月6日，有新福利員工在網上表示，從公司群組獲悉，一名駕駛32路線巴士車長經核酸檢測陽性確診，而新福利未進一步向員工或公眾發佈更多訊息。而當消息被報導後，不少員工反映陸續收到新福利發來手機短訊，要求車長、站長即日起一連四日每日一次進行核酸檢測。

- 2022年7月7日防疫記者會上，有記者問及網上流傳該公司一名巴士車長在該一輪COVID-19大規模疫情中感染流行傳播力極高的Omicron BA.5.1變異病毒株，衛生局傳染病防控處處長梁亦好證實包括一名新福利巴士司機，但稱其感染原因與工作無關[56]。最終新福利在事件曝光後三天的深夜，才公佈感染陽性的車長流調，指該車長於7月5日凌晨在上班前快速抗原自測陽性，當日未有參與運營，現正接受治療，並一再稱車長感染與工作無關；新福利稱，事發後已啟動內部應急機制，協助包括前線司機在內的全體員工每日1次核酸覆檢和抗原複測，所有司機至今核酸結果全部陰性。新福利表示，涉事司機由6月25日至7月2日一直休假，7月3日上午6時49分至7時13分曾支援51路線一轉，之後在7月3日和4日上班期間駕駛32路線。期間快速抗原和核檢結果陰性，並嚴格佩戴KN95口罩。[57]

## 交通意外事故
註：粗體為致命交通意外
- 2008年8月9日，一輛新福利接載著30多名乘客的34路線大巴（車身號碼：K14），在友誼大橋行駛期間起火至整車全毀，事後因無法修復而直接退役。交通事務局亦罕有新聞稿強調重視巴士服務及安全。當時公用事業關注協會指出，新福利巴士突然起火焚毀，反映出在檢修巴士過程中可能出現問題[58][59][60]。

- 2009年2月19日，一輛33路線巴士（車隊編號：D03）在行經新馬路時懷疑因閃避途人失控，撞到路旁的騎樓柱。事件導致巴士上10名乘客受傷。事發的行車線一度封閉大約半小時，交通受到嚴重影響。

- 2009年8月2日，一輛26路線小巴（車隊編號：R236）在駛離氹仔北安大馬路巴士站時，被一輛從後駛至的賭場巴士撞到尾部，事件中有19人受傷，包括9名旅客和新福利巴士司機，大部分傷勢普通[61]。

- 2009年8月17日12:00，一部7路線接載着數名乘客，行經連勝馬路竹林寺附近時，車頂突然傳來一聲巨響，司機於是停車了解情況，發現地上有兩小塊石屎，遂將石屎拾起放到車上。未幾一名裝修工人從對面大廈走出，有人聲稱在一住宅單位裝修，外牆石屎突然剝落，幸事件無人受傷，警員接報到場處理[62]。

- 2009年9月26日，一輛澳巴在行駛10B路線時，懷疑跟車太貼，在外港客運碼頭「發財巴」停泊區對開撞向一輛3路線大巴（車隊編號：D48）。肇事澳巴車頭凹陷，右邊擋風玻璃破裂，而新福利巴士車尾亦凹陷。事故中，澳巴車上1名女乘客口部受傷[63]。

- 2010年8月6日傍晚，澳門地球物理暨氣象局發出雷暴警告期間，一幅架設在殷皇子大馬路的棚架疑抵受不住強風倒塌，壓毀四輛途經現場的車輛，包括一輛正行駛4路線的新福利「金龍」中巴（車隊編號：K36）。事件中無人受傷[64][65]。

- 2011年9月27日13:00左右，一輛正行駛26路線往路環方向的小巴（車隊編號：R245），當駛至西灣大橋時，疑因司機收掣不及，先撞向左方行車線上一輛故障的貨車，再撞向右方一輛私家車。事件導致巴士上10名乘客、貨車司機以及私家車上1名乘客受傷，意外後西灣大橋往氹仔方向交通受阻達一小時。另外警方被指疏忽，意外發生後只以一般交通意外的訊息向傳媒通報，以致沒有一家傳媒對該宗意外作現場採訪；警方則承諾完善通報機制[66][67]。

- 2011年10月6日，一輛新福利巴士在南灣大馬路巴士站，車門夾倒一名長者手指，司機不知情下開車，將事主拖行了一段路。救護員接報到場將受傷事主送院治理，事主傷勢需60日康復。至2012年3月3日，澳門日報報導，初級法院裁定涉案47歲司機關澤鋒一項過失傷人罪成立，判處被告罰款12000澳門元，如不繳交罰款需入獄服刑80日，另外考慮到被告職業為司機，停牌6個月的刑罰，可緩刑1年。民事賠款方面，保險公司賠償事主5萬多澳門元[68]。

- 2012年1月13日晚上，一輛正行駛28C路線往關閘方向的小巴（車隊編號：R307），當沿中心街一直駛至看台街，一輛的士從看台街駛出時懷疑沒有讓巴士先行，巴士收掣不及先撞向的士右邊車身，再衝上行人路，掃毀數個鐵欄後再撞及一幢大廈的騎樓柱方停下。肇事巴士車頭嚴重撞毀，的士車頭右邊亦損毀。意外導致巴士上4名乘客不適送院[69]。

- 2012年1月31日上午11時，新福利一輛1A路線大巴沿宋玉生廣場向觀音像方向行駛，當駛至誠豐商業中心對開時，巴士司機急剎車，輕微撞及汽車車尾，但當巴士急剎時，巴士上2名女乘客跌倒受傷，由救護車送往鏡湖醫院治理。56歲的女乘客右腳骨折；20餘歲女乘客頭部輕微撞傷，已經出院[70]。

- 2012年6月26日早上9時05分，新福利一輛巴士在青洲大馬路台山街市對面的巴士站出車時，撞及一名六旬婦人，婦人倒地擦傷手腳和面部，幸情況無礙，由救護車送往鏡湖醫院治理，已經出院[71]。

- 2012年6月26日中午12時左右，新福利一輛大巴在巴素打爾古街十六浦對面巴士站出車時，撞及年約20餘歲的內地女子，女子懷疑手腳被巴士撞傷，不排除左手骨折，由救護車送院治理[71]。

- 2012年7月27日，新福利一輛巴士在約翰四世大馬路發生車門夾傷一名男乘客意外[72]。

- 2012年8月15日凌晨，新福利一輛小巴（車隊編號：R290）正沿連勝馬路往高士德方向行駛，期間突然被一輛私家車攔腰相撞，巴士被撞後失控衝前，撞毀5輛停泊在路邊的私家車及約10輛電單車方停下。肇事巴士左邊車頭嚴重損毀，車上三名乘客受輕傷，肇事私家車懷疑於路口沒有讓先引發意外[73]。

- 2012年8月25日，新福利一輛巴士在連勝馬路近高士德大馬路的巴士站與另一巴士相撞，意外令一名三歲女童受驚，須由救護車送院檢查[74]。

- 2012年10月28日凌晨，一輛新福利工程小巴（前R121）正拖著一輛故障的中巴（車隊編號：K77）駛經塔石廣場返回青洲車廠。當駛進地下行車隧道時，懷疑工程車意外脫鈎，無人駕駛的巴士於是向前俯衝，先撞及工程車車尾，將工程車推向牆邊，再向前衝數十米，車尾在上斜彎位撞破隧道消防喉管始停下，水柱從破口噴出，造成隧道輕微水浸。肇事中巴右邊車尾損毀，幸事件中無人受傷，受水浸影響，隧道右邊行車線一度封閉超過十二小時[75]。

- 2012年10月30日凌晨，新福利一輛專車小巴（車隊編號：R277）正駛經友誼大馬路返回車廠，當由置地廣場路口左轉入仙德麗街時，懷疑於入彎時失控，巴士先高速撞爆放置於彎位分隔行車線的多個水馬，再撞向路邊花圃方停下。巴士司機撞爆擋風玻璃並拋出車外數米，頭部嚴重受創，送院後證實傷重不治。[76][77]

- 2013年12月16日，新福利兩輛巴士在塔石隧道內發生一宗4車相撞意外[78]。

- 2014年5月7日，新福利一輛小巴（車號：R300）與一輛私家車在士多鳥拜斯大馬路相撞，巴士後排30多歲女乘客疑受顛簸，撞到頭部暈倒[79]。

- 2014年5月9日昨日上午約11時，一輛新福利小巴（車號：R299）沿河邊新街往媽閣方向行駛，至永亨銀行分行對開，車廂內突然傳出焦臭味，未幾有乘客發現前排座位下方冒煙並有火光。司機立即停車開門，疏散車內數名乘客，其後用滅火筒噴射。消防接報到場時火勢已被救熄，拖喉戒備並小心檢查，確認無危險及無人受傷。消防初步調查，相信是電池短路引起。事發後，起火小巴車廂充斥燒焦味，左邊車身被燻黑，現場交通一度受阻[80]。

- 2014年10月2日下午，新福利一輛大巴（車隊編號：K244）正駛經沙梨頭海邊街往筷子基北灣，靠近沙梨頭海邊街巴士站前，八旬老翁疑橫過馬路，老翁當時從土地廟巴士站橫過對面馬路的沙梨頭海邊街巴士站期間，被上述行駛巴士撞倒，頭部重創，大量出血，送院後延至該天下午三時半搶救無效死亡[81]。

- 2016年6月30日下午，於嘉樂庇總督大橋近澳門橋口，新福利大巴疑與一輛高速越線的士迎頭猛撞，的士司機重傷被困，車內三男一女乘客受傷，巴士則有老婦和女童輕傷。七傷者由救護車送往山頂醫院治理，的士司機多處骨折，的士女乘客送院後昏迷吐血，兩人傷重命危[82]。肇事「黑的」司機，當時被困車廂，身體多處骨折，由消防救出送院，經搶救後延至7月6日不治[83][84]。事後，交通事務局局長林衍生宣佈，所有公共巴士限速50公里／小時。

- 2016年7月3日凌晨2時，一輛新福利「專車」因天雨路滑，駛經水塘彎時失控打白鴿轉，越線掃向迎面駛至的一輛私家車後停下，私家車被撞至嚴重變形，女司機被困夾於車內，幾近失去知覺，險被壓死，由消防用工具撬開車身救出，期間需要山頂醫院派出醫護人員到場協助[85]。

- 2017年2月27日10時左右，一輛新福利巴士行經關閘廣場期間，突然撞倒廣場玻璃簷篷，導致簷篷玻璃爆裂，幸無人受傷。消防員接報到場拉起圍帶，防止途人靠近，爆裂玻璃碎片沒有掉落地面。警方在場向肇事巴士司機了解情況，有人聲稱越過路旁旅遊巴時撞及玻璃簷篷。意外真正起因有待進一步調查[86]。

- 2017年3月22日晚上11時，兩部新福利巴士（車隊編號：K173、K182），分別是往氹仔及往澳門行駛的26A及33路線，於嘉樂庇總督大橋迎面相撞，造成達32人受傷，事故更令大橋封閉至清晨，而該意外更成為本澳至今傷者人數最多的單一交通事故[87]。

- 2017年8月19日下午2時，一部新福利17路線巴士在駛至雅廉訪大馬路與連勝馬路交界時，懷疑巴士機件故障，巴士撞向兩輛私家車及兩輛電單車才停下，導致兩人受傷[88]。

- 2018年4月15日早上近9時，一輛新福利AP1路線巴士（車號：K208）於氹仔嘉樂庇總督馬路站起步後行至斑馬線，撞倒一名當時正在過斑馬線的80歲男長者。消防员到場時，男長者頭部出血，意識模糊，送往山頂醫院搶救後不治[89][90]。

- 2019年1月12日，一輛新福利26A路線在路氹城威尼斯人酒店門外，因前方私家車剎車而緊急剎車，令車上3男2女（年齡介乎24至56歲）受傷（包括手腳擦傷或扭傷），送往山頂醫院治理[91]。

- 2019年1月18日上午8時許，黑沙環永華街近大西洋銀行轉角位發生新福利巴士勁撞澳巴交通意外，事件疑澳巴欲轉出永華街街口，司機見斑馬線有人橫過馬路停車，尾隨的新福利巴士收掣不及，猛撼澳巴車尾肇禍。據澳門日報報導，事故現場所見，由於衝擊力巨大，被撞澳巴失控衝上對面行人路，撞倒鐵欄、路牌及垃圾桶後始停下，車頭車尾均受損；肇事新福利巴士前擋風玻璃大面積破裂，碎片散落一地，泵把變形，車頭損毀嚴重。而澳門消防局發佈消息指，事故現場的兩輛巴士分別為澳巴7路線及新福利51A路線，事故共有10名傷者[92]。

- 2019年2月10日，一輛用作澳門銀河員工巴士的新福利大巴在氹仔北安新南工業大廈對開撞上石壆，兩名分別約49歲和56歲的女乘客手腕挫傷，約55歲巴士司機頭暈，送往山頂醫院治理[93]。

- 2019年8月6日下午1時，一名50多歲黃姓本地女司機駕駛新福利巴士沿高美士街轉入馬六甲街，期間巴士司機疑未作避让，與由楊姓28歲本地男子駕駛、沿馬六甲街向隧道方向駛去的士攔腰相撞[94]。

- 2019年9月25日中午，關閘馬路近關閘路口處，一輛新福利5路線宇通大巴（車號：Y06），在轉彎時撞倒一名87歲女長者，其雙腳被巴士輾過。消防到場時，長者部份身體困於車底下，小腿及腳掌均開放性骨折。治安警指，涉事車長61歲，入職7年，聲稱在轉彎時發現有人過馬路，已即時急剎但未能避過意外發生[95]。

- 2020年8月25日早上10時30分，澳門河邊新街近媽閣廟巴士站，一輛新福利巴士急剎引致乘客受傷。事件中2名傷者送院，頭部或手臂撞傷[96][97]。

- 2020年9月29日上午，一輛新福利5AX路線巴士（車號：K220），在行經松山隧道路段時因機械故障出現漏機油，引致及後行經的12部車輛連環相撞，導致6人受傷。事後，新福利解釋是因為該巴士壓縮機內部機件意外斷裂，壓縮泵缸體被擊破，導致機油滲漏。交通事務局事後發出新聞稿，嚴正要求新福利加強巴士保養[98][99]。

- 2020年11月7日，一輛新福利33號海格KLQ6108GQE5大巴（車號：K405），在氹仔巴波沙總督前地及地堡街交界懷疑機件故障，巴士直撞入氹仔地堡街一間食店內，事故造成巴士上的兩男四女，及在商舖工作的一名男外僱受傷。全數送往山頂醫院治理。其中，男外僱身體多處裂傷、出血及肋骨骨折，需要接受手術及留院治療。事故令氹仔地堡街、飛能便度街路段封閉4小時，待巴士拖離及清理現場後重開[100]。

- 2021年7月3日早上約9時，一輛新福利33路線大巴在新馬路往內港方向近市政署大樓附近，疑與手推車碰撞，警員封鎖一段行車道處理意外[101]。

- 2021年9月10日晚上10時半，一輛新福利巴士在黑沙環馬路南方花園對開路段，發生撞途人意外，一名持藍卡、46歲男途人右肩挫傷及頭部裂傷大量出血，意识较模糊，送往山頂醫院搶救[102]。

- 2022年4月14日，治安警察局於下午3時半接報，在新馬路近390號，一輛新福利5路線巴士與一輛的士發生碰撞，巴士上沒有傷者，的士上有3名傷者，均清醒穩定，皆送山頂醫院。傷者包括：男性的士司機，56歲，澳門居民，左胸挫傷；女性的士乘客，33歲，菲律賓籍持藍卡，面頰挫傷；男童的士乘客，1歲，澳門居民，前額挫傷[103]。

- 2022年10月28日08:20，一輛新福利25B路線大巴在荷蘭園大馬路近中國銀行涉及與私家車相撞的交通意外，無人受傷。據澳門日報報導，事發時正值上學、返工高峰時段，現場車流量大，引致由水坑尾往荷蘭園大馬路方向的交通擠塞。直至交通警員處理後，肇事兩車駛離，交通秩序恢复正常[104]。

- 2025年1月20日14:00，祐漢看台街與中心街交界發生嚴重交通意外，一名19歲男學生橫過斑馬線時被駛至的AP1路線巴士（車號：HE188）撞倒，右腳被壓在前輪下，須由消防員救出送院搶救。據警方初步調查，相信意外是巴士在斑馬線前沒有讓行人引起，已檢控巴士司機。[105]

- 2025年2月5日13:22，一輛行駛9路線的小巴（車隊編號：HE637）於荷蘭園大馬路近門牌14號發生自炒交通事故。治安警指出，初步懷疑巴士司機踩錯油門自炒，撞毀路邊鐵欄及燈柱，巴士上無人受傷。檢控司機“不可安全停車”。[106]

- 2025年2月6日約20:30，在花地瑪教會街與台山中街交界，一輛私家車被夾在一輛新福利9路線小巴（車隊編號：HE626）巴士與路邊圍欄中間，無法打開車門，50歲本地女司機被困車內由消防救出，感到暈眩送山頂醫院治理。[107]

- 2025年2月7日上午8時許，一輛正行駛25路線巴士（車隊編號：HE254）在路環蓮花路蓮花大橋前的路段疑“自炒”，男車長及一名女乘客受傷，事後由救護車一併送院治理。 63歲男車長向警方報稱突然身體不適引致巴士撞向路邊石壆。事故中，現場有九個綠色鐵欄、一個路牌及一個消防栓損毀。男車長通過酒精測試。涉及事故的巴士車頭損毀及擋風玻璃碎裂。[108]

- 2025年3月8日下午，一輛行駛17路線的新福利蘇州金龍KLQ6956GHEV增程電動中巴（車隊編號：HE59）在白鴿巢總站一帶冒出白煙。車長及站長使用滅火筒對冒煙位置做應急處理，消防接報到場戒備，確定沒有危險後離開現埸，期間並未出現網上所傳“巴士著火”現象。事發後，經新福利外修技術人員到場作初步檢查，判斷白煙從排氣管排出，排除電池問題。相關車輛調回維修車廠之後，經過詳細檢查，初步確定為渦輪增壓器機件故障，引至過量機油於排氣管燃燒所致，屬個別零部件損壞個案。[109]

- 2025年6月16日14:07，新福利一輛行駛17路線的新福利蘇州金龍KLQ6956GHEV增程電動中巴（車隊編號：HE68）行駛至「愕斜巷／山頂醫院」站時，車輛右尾部有“白煙”冒出。車長立即疏散乘客，並向公司匯報並熄車等待候修，期間新福利安全員以及維修技工盡最快速度到場協助，亦有交通警員現場指揮交通，減少事件對路面的阻塞。相關車輛經過回廠檢查之後，初步判斷“白煙”為水箱水溢出，滴落在排氣系統上產生水蒸氣所引致。[110]

- 2025年6月26日15:00左右，漁翁街中德學校對開發生交通事故，20多歲電單車男司機事發時越線超車逆駛，與迎面而來的1A路線巴士（車輛編號：HE149）相撞；肇事巴士的擋風玻璃大片碎裂，20歲的電單車男司機送往山頂醫院搶救，他多處受傷，小腿開放性骨折；而巴士上的 50多歲女乘客輕傷，送院時清醒穩定。[111]

## 外部連結
- 澳門新福利公共汽車有限公司 （页面存档备份，存于）
- 澳門城市指南-巴士網絡